# Fargo (Fernsehserie)
Fargo ist eine US-amerikanische Krimiserie, kreiert und geschrieben von Noah Hawley. Die Serie ist ein Spin-off von Ethan und Joel Coens gleichnamigem Film aus dem Jahr 1996: Die Geschichten des Films und aller Serienstaffeln spielen in derselben fiktiven Welt, sind aber nur lose miteinander verbunden. Die Coen-Brüder sind bei der Serie Executive Producers. In den Vereinigten Staaten startete die Serie am 15. April 2014 auf dem Fernsehsender FX; in Deutschland, Österreich und der Schweiz im September 2014 auf Netflix.
Entgegen der eingeblendeten Aussagen zu Beginn jeder Episode ist die Handlung rein fiktiv.
Die Erstausstrahlung der zweiten Staffel fand in den USA am 12. Oktober 2015 und in Deutschland, Österreich und der Schweiz am 14. Oktober 2015 statt. Im November 2015 verlängerte FX die Serie um eine dritte Staffel, die ab dem 19. April 2017 in den USA und ab 20. April 2017 im deutschsprachigen Raum ausgestrahlt wurde.
Die vierte Staffel mit elf Episoden, in der Chris Rock in der Hauptrolle den Kopf einer Verbrecherbande darstellt, spielt in den 1950ern in Kansas City (Missouri). Die Ausstrahlung bei FX begann am 21. September 2020. In Deutschland ist sie seit dem 11. Dezember 2020 auf Joyn zu sehen. Die fünfte Staffel, deren Handlung im Jahr 2019 spielt, wurde in den USA und Deutschland Ende 2023 ausgestrahlt.

## Handlung

### Staffel 1

#### Januar 2006
Mitte Januar 2006 wird Phil McCormick tagsüber aus seinem Büro in Saint Paul von Lorne Malvo, einem Profikiller, entführt und in den Kofferraum seines Wagens gesperrt, vermutlich wegen Spielschulden. In der Nacht kommt Lorne Malvos Auto auf einer Landstraße bei Bemidji nach einem Zusammenstoß mit einem Reh zum Liegen. Der nur in Unterhose gekleidete Phil McCormick flieht aus dem Kofferraum in den verschneiten Wald und erfriert.
In der Stadt trifft derweil der Versicherungsangestellte Lester Nygaard zufällig auf seinen ehemaligen tyrannischen Highschool-Mitschüler Sam Hess und dessen stumpfsinnige Söhne. Der brutale Sam schüchtert Lester ein, so dass sich Lester aufgrund seiner Nervosität versehentlich seine eigene Nase bricht. Lester begibt sich zur Notaufnahme und trifft dort auf Malvo, der sich beim Autounfall leicht verletzt hat. Die beiden kommen ins Gespräch und unterhalten sich über Sam Hess, wobei Malvo ihm nahelegt, sich zur Wehr zu setzen, und ihm vorschlägt, Sam für ihn umzubringen. Lester gibt ihm auf diesen wiederholt vorgebrachten Vorschlag keine Antwort. Bald darauf wird Sam von Malvo tatsächlich umgebracht. Malvo macht Lester dafür verantwortlich, weil dieser den „Vorschlag“ nicht abgelehnt und damit faktisch eingewilligt habe. Er fordert Lester auf, öfter wie ein Raubtier zu handeln.
Am Tag darauf untersuchen Police Chief Vern Thurman und Deputy Molly Solverson das Autowrack von Lorne Malvo und finden im nahegelegenen Waldstück den erfrorenen Phil McCormick. Sie untersuchen ebenso den Mord an Sam Hess und erfahren von einer Zeugin, dass Lester und Malvo sich zuvor im Krankenhaus über Hess unterhalten haben. Police Chief Vern Thurman fährt zum Haus der Nygaards, um Lester zu befragen. Er ahnt nicht, dass Lester währenddessen seine Ehefrau Pearl, die ihn gedemütigt hatte und ihm nicht zutraute, sich zur Wehr zu setzen, im Affekt mit einem Hammer erschlagen hat. Malvo, der von Lester angerufen wurde – vorgeblich, um beim Beseitigen der Spuren zu helfen, aber eigentlich möchte Lester ihn erschießen, um ihm den Mord zuzuschieben –, kommt über den Hintereingang ins Haus und erschießt Vern mit Lesters Schrotflinte. Anschließend verschwindet Malvo mit Lesters Wagen, und Lester fügt sich selbst eine Kopfverletzung zu, um den Mord wie einen im Tatverlauf eskalierten Einbruch aussehen zu lassen. Später wird Malvo in Duluth wegen zu schnellen Fahrens von Police Officer Gus Grimly angehalten. Malvo stellt Grimly vor zwei Möglichkeiten: Leben oder Sterben. Malvo fährt weiter, Grimly wirkt verwirrt und meldet den Vorfall zunächst nicht.
Wenige Tage später erreichen Mr. Numbers und der gehörlose Mr. Wrench, die vom Fargo-Syndikat geschickt wurden, die Stadt Bemidji, um den Mörder von Sam Hess aufzuspüren – Sam Hess führte offensichtlich Geschäfte mit dem Mafia-Syndikat aus Fargo. Max Gold, der Anwalt von Sam Hess, weist die beiden mit einer Beschreibung von Malvo zum Striplokal Lucky Penny, in dem Hess ermordet worden war. Sie halten dort allerdings den falschen Mann – Lenny Potts – für den Täter, entführen ihn und ertränken ihn, obwohl er entlastet wurde, später in einem zugefrorenen See. Währenddessen ist der inkompetente Bill Oswalt zum neuen Polizeichef befördert worden. Er und Molly diskutieren über mögliche Verdächtige: Sie vermutet, Lester sei das entscheidende Bindeglied zum gesuchten Autofahrer – Lorne Malvo – sowie zu den Morden an Sam Hess, Pearl Nygaard und Vern Thurman. Oswalt traut seinem ehemaligen Mitschüler Lester Gewalt nicht zu; er kann sich nur vorstellen, ein Landstreicher sei für die Vorfälle verantwortlich gewesen und fordert Molly auf, Lester in Ruhe zu lassen.
Unterdessen wird Malvo von Stavros Milos, dem schwerreichen Besitzer der Supermarktkette „Phoenix Farms“, angeheuert. Er soll herausfinden, wer den Supermarktbesitzer um 43.613 US-Dollar erpresst. Die Nachrichten über die Morde in Bemidji erreichen derweil die Polizeibehörde von Duluth, und Officer Grimly, der sich das Kennzeichen des von ihm angehaltenen Fahrzeugs, das auf Lester zugelassen war, notiert hatte, realisiert, dass der in der Mordnacht von ihm angehaltene Autofahrer (Malvo) mit den Vorfällen zu tun hat.
Molly sucht weiterhin nach Indizien für die Morde in ihrer Stadt. Sie fährt nach Saint Paul und befragt die Kollegen von Phil McCormick. Ein Standbild der Überwachungskameras zeigt unscharf das Gesicht des Entführers. Lester besucht unterdessen Sams Witwe Gina Hess, um die Sachlage von Sams Lebensversicherung zu klären, und bemerkt nicht, dass er von Mr. Numbers und Mr. Wrench beobachtet wird. Später besuchen die beiden Lester in seinem Büro und wollen von ihm Informationen erhalten, da sie vermuten, Lester und Gina hätten den Mord an Sam Hess eingefädelt, um an sein Geld zu kommen; doch Molly tritt unerwartet ins Büro, und sie verschwinden. Molly lässt Lester scheinbar zufällig auf das Standbild der Überwachungskamera blicken, auf dem Lorne Malvo zu erkennen ist. Lesters Reaktion darauf überzeugt sie, dass er ihn kennen muss.
Derweil gesteht Grimly seinem Lieutenant Ben Schmidt, dass er Malvo wegen zu schnellen Fahrens anhielt, ihn aber ungeahndet davonkommen ließ. Grimly besucht die Polizeibehörde in Bemidji, um über den Vorfall zu berichten, und spricht dort mit Molly über die Morde. Inzwischen hat Malvo herausgefunden, dass Don Chumph, der Fitness-Trainer von Stavros Milos’ Ehefrau Helena, Stavros' Erpresser ist. Malvo plant ab sofort selbst die Erpressung – er verlangt nun 1 Million US-Dollar – und macht Don Chumph zu seinem Komplizen. Malvo tötet Milos’ Hund und ersetzt seine Schmerzmittel durch das Amphetamin Adderall. Er macht sich Milos’ religiöse Überzeugungen zunutze und sabotiert seine sanitären Einrichtungen, wodurch Schweineblut aus dem Duschkopf fließt. Don Chumph, als Klempner getarnt, prüft die sanitären Einrichtungen und erwähnt, dass ihn das herausfließende Blut an eine biblische Plage erinnere.
Grimly nimmt Malvo in der Nähe von Milos’ Anwesen fest. Malvo gibt bei der Vernehmung vor, er sei Frank Peterson, ein Pfarrer aus Baudette, und kann – mithilfe von gefälschten Papieren – ein solides Alibi vorweisen. Molly ruft währenddessen Grimly an, nachdem sie Malvos Namen erfahren hat. Bevor Malvo die Polizeistation verlässt, ruft Grimly ihm „Lorne Malvo“ hinterher, um Malvo zu zeigen, dass er seine wahre Identität kenne. Wenige Stunden später lassen Malvo und Chumph Hunderte von Grillen in Milos’ Supermarkt frei und imitieren so eine Heuschreckenplage, um Stavros Milos weiter einzuschüchtern. Milos wirkt nun psychisch angeschlagen und verliert immer mehr Kraft. Er ist bereit, der Erpressung nachzugeben und die geforderte Summe zu bezahlen. Malvo schließt Chumph über Nacht in einer Speisekammer ein, damit dieser seinen Plan nicht ruinieren kann.
Inzwischen haben Mr. Numbers und Mr. Wrench Lester entführt. Diesem gelingt es jedoch, mithilfe eines Tasers zu entkommen. Bei der Flucht trifft er auf Deputy Knudsen und schlägt ihm ins Gesicht, um verhaftet und somit in Sicherheit gebracht zu werden. Mr. Numbers und Mr. Wrench täuschen später in einer Bar einen Streit vor, werden wegen der anschließenden Schlägerei verhaftet und in dieselbe Gefängniszelle gesteckt, in der sich auch Lester aufhält. Dort erfahren sie unter Anwendung von Gewalt die Identität von Malvo. Sie werden wieder freigelassen, während Lester wegen schwerer Infektion in ein Krankenhaus eingeliefert wird: Eine Schrotkugel traf Lesters Hand, als Vern Thurman von Malvo erschossen wurde. Lester verbarg die Wunde, wissend, sie könnte beweisen, dass er bei der Ermordung Thurmans im Raum war. Mit diesem neuen Beweis überzeugt Molly Chief Oswalt, dass die jüngsten Ereignisse in einem Zusammenhang stehen.
Chumph wird wieder aus seiner Speisekammer freigelassen und soll mit verstellter Stimme bei Milos anrufen, der zu der Lösegeldübergabe bereit ist. Daraufhin schlägt Malvo Chumph nieder und bindet ihn mit Klebeband an einem Trainingsgerät im Eingangsbereich fest. Auch eine ungeladene Schrotflinte wird an Chumphs Hände angebunden. Malvo schießt wild in der Nachbarschaft um sich und verlässt Chumphs Haus, ehe die Polizei eintrifft. Die Polizei stürmt nach kurzer Belagerung das Haus und schießt Chumph nieder, im Glauben, er sei ein Amokschütze. In Duluth diskutieren Molly und Grimly über die jüngsten Morde, als in der Nähe Schüsse gemeldet werden. Sie eilen zum Tatort und finden einen Unfallwagen, den Mr. Numbers und Mr. Wrench zuvor gestoppt hatten, um Malvo, den Fahrer des Wagens, umzubringen. Ein aufkommender Schneesturm sorgt für eine immer geringere Sichtweite. Ein Schusswechsel erfolgt während des schneereichen Whiteouts. Malvo greift Mr. Numbers aus einem Hinterhalt an und fragt ihn, wer ihn und Mr. Wrench für den Auftrag angeheuert habe. Numbers nennt den Auftraggeber aus Fargo und wird danach von Malvo mit einem Messer umgebracht. Im Whiteout trennen sich Molly und Grimly. Grimly, der wegen der geringen Sichtweite kaum etwas erkennen kann, hört Schüsse, sieht einen Schatten und schießt versehentlich Molly an. Sie wird in ein Krankenhaus eingeliefert.
Unterdessen kehrt Milos zu dem Ort zurück, an dem er 19 Jahre zuvor unter einer Schneedecke eine mit viel Geld gefüllte Tasche fand, deren Position durch einen roten Eiskratzer markiert wurde, der ihn auf den Schatz aufmerksam machte. An derselben Stelle vergräbt er nun das Lösegeld, verdeckt es mit Schnee und markiert mit demselben roten Eiskratzer die Fundstelle. Er glaubt, dass Gott ihm jetzt vergeben werde, die Tasche damals an sich genommen zu haben. Auf der Rückfahrt entdeckt er am Straßenrand seinen Leibwächter und seinen Sohn Dimitri, die bei einem merkwürdigen Autounfall ums Leben gekommen sind – an der Unfallstelle ereignete sich ein Fischregen, ein seltenes meteorologisches Phänomen. Währenddessen schleicht Lester nach kurzer Genesung aus dem Krankenhaus von Bemidji und legt die Mordwaffe sowie andere belastende Beweise in den Waffenschrank seines Bruders Chazz, der ihn zuvor verleugnete. Er legt auch einen ungeladenen Revolver in den Rucksack seines Neffen Gordo und kehrt dann unentdeckt in sein Krankenzimmer zurück. Am nächsten Morgen besucht Gordo die Schule. Im Klassenzimmer fällt der Revolver aus seinem Rucksack, kurz danach durchsucht die Polizei das Anwesen von Chazz Nygaard und findet im Waffenschrank vermeintliche Beweisstücke, die Chazz stark belasten. Lester heckt eine neue Geschichte für die Polizei aus und behauptet, dass Chazz und seine Frau Pearl eine Affäre geführt hätten. Chazz habe Pearl während eines hitzigen Streits umgebracht. Weiterhin habe sein Bruder Vern Thurman erschossen und er ihn nur gedeckt, weil er Vergeltung durch seinen hitzköpfigen Bruder befürchtete. Lester wird aus dem Gefängnis entlassen, während Chazz eingesperrt wird.
Molly befragt Mr. Wrench, der im selben Krankenhaus eingeliefert wurde, und teilt ihm mit, dass Mr. Numbers gestorben sei. Wrench weigert sich, mit der Polizei zu kooperieren. Molly wird aus dem Krankenhaus entlassen und ist entsetzt, als sie erfährt, dass Chazz Nygaard wegen Mordes verhaftet wurde.
In der Zwischenzeit überwachen in Fargo die zwei FBI-Agenten Budge und Pepper das Hauptquartier des Fargo-Syndikats. Sie bemerken nicht, dass Lorne Malvo in das Haus eindringt und 22 Syndikatsmitglieder ermordet, darunter den Mafia-Boss Moses Tripoli. Die beiden FBI-Agenten werden nach dem Vorfall zu niedrigen Arbeiten im Archiv degradiert.
Lester verführt die geldgierige Witwe Gina Hess mit dem Versprechen, einige Versicherungsagenten zu bestechen, um das Geld in Höhe von 2 Millionen US-Dollar aus Sam Hess’ Lebensversicherung so bald wie möglich zu erhalten. Er verschweigt ihr, dass Sam seit einiger Zeit keine Beiträge mehr gezahlt hatte und der Antrag zur Auszahlung der Versicherungspolice bereits abgelehnt wurde.
Tags darauf tröstet Lester seine Schwägerin Kitty, die ihren Mann für schuldig hält. Kurz danach wirft Lester Pearls Habseligkeiten weg und beginnt ein neues Leben. Später stürmt Gina Hess wütend in Lesters Büro, da sie nun erfahren hat, dass die Auszahlung der Versicherungspolice abgelehnt wurde. Lester setzt sich zur Wehr, was seine Kollegin Linda Park beeindruckt, da er nun Selbstbewusstsein ausstrahlt. Derweil bringt Malvo im Krankenhaus von Duluth die Polizeiwache um und erzählt Mr. Wrench, dass er Mr. Numbers getötet habe. Malvo gibt Mr. Wrench den Handschellenschlüssel und lädt ihn zu sich ein, falls er nach seiner Genesung immer noch keine Ruhe über den Mord an Mr. Numbers finden sollte.

#### Januar 2007
Ein Jahr später arbeitet Grimly als Briefträger und ist glücklich mit Molly verheiratet. Er, seine Tochter und Molly leben und arbeiten in Bemidji. Malvo arbeitet als Zahnarzt in Kansas City unter dem Namen Mick Mike und ist mit seiner Arzthelferin verlobt. Lester hat seine Kollegin Linda Park geheiratet und erhält in Las Vegas eine Auszeichnung zum „Versicherungskaufmann des Jahres“. An der Hotelbar erkennt Lester Malvo, der sein Aussehen verändert hat und mit drei Personen an einem Tisch sitzt. Er spricht ihn an, folgt ihm und seinen Begleitern in den Aufzug und verärgert den anspruchsvollen Malvo. Malvo tötet daraufhin seinen „Zahnarztkollegen“ Burt Canton, Burts Frau Louise und anschließend seine eigene Verlobte Jemma. Malvo erzählt Lester, dass er es schon lange leid sei, sich als Zahnarzt auszugeben, um Burts Bruder, der unter Zeugenschutz steht, zu ermorden. Lester schlägt mit seiner Trophäe auf Malvos Kopf und flieht zurück in sein Hotelzimmer. Er weckt Linda auf und besteht darauf, sofort nach Hause zurückzufliegen.
In Fargo reagieren Agent Budge und Agent Pepper, die weiterhin für Archivarbeiten zuständig sind, auf einen neuen Hinweis über den gesuchten Schützen von Fargo und reisen nach Bemidji, um sich mit Molly zu treffen. Beide sind vom gesammelten Beweismaterial beeindruckt. Sie ignorieren Chief Oswalts Plädoyer, die Untersuchung fallen zu lassen und machen Molly ein Kompliment für ihre harte Arbeit. Grimly bemerkt beim Briefeverteilen einen roten BMW mitsamt Fahrer, erkennt dabei aber Malvo aufgrund seines geänderten Aussehens nicht. Malvo fährt nach Bemidji und macht Halt bei Lou’s Coffee Shop. Dort versucht er Lesters Wohnadresse zu erfahren, stößt bei Mollys Vater Lou Solverson, dem Inhaber des Coffee Shops, allerdings auf Widerstand und erhält wenig Informationen.
Inzwischen ist Lester wieder in seinem neuen Haus angekommen, will jedoch so schnell wie möglich wieder weg und ordert mit Linda kurzfristig eine Reise nach Acapulco. Sie halten unterwegs am Abend vor seinem eigenen Büro an, um aus dem Tresor ihre Pässe und Geld abzuholen. Aber Lester wird nervös. Aus Angst, Malvo könnte ihm im Büro auflauern, lässt er Linda seinen roten Mantel anziehen und schickt sie in das Büro. Er sieht, dass Malvo Linda mit einem Kopfschuss hinrichtet. Danach erkennt Malvo, dass er nicht Lester, sondern Linda umgebracht hat und verlässt das Büro. Er blickt zu Lesters Auto, aber Lester kann sich im Auto verstecken und wird nicht entdeckt. Unmittelbar nach dem Mord an Linda begibt sich Lester zu Lou’s Coffee Shop und bestellt ein Dinner zu zweit. Er täuscht vor, dass er auf sie warte.
Nachdem Lindas Leiche entdeckt wird, wird Lester auf der Polizeistation verhört und später wieder freigelassen. Währenddessen informiert Lou seinen Schwiegersohn Gus Grimly, dass Malvo wieder in Bemidji sei. Während Gus zur Polizeistation eilt, um seine Frau zu sehen, sieht er den roten BMW an einem abgelegenen Haus und ahnt, dass es das Haus Malvos sein könnte. Er nähert sich dem Unterschlupf. Grimly sieht, dass Malvo das Haus verlässt und mit dem Auto davonfährt. Malvo fährt in die Stadt und besucht ein Autohaus. Er bittet um eine Testfahrt und erzählt dem Autoverkäufer, dass das eine Fahrzeug wie ein FBI-Auto aussehe. Oswalt indes informiert Molly über seinen Rücktritt und will, dass sie zur Polizeichefin befördert wird.
Agent Pepper und Agent Budge begleiten Lester nach Hause. Sie bemerken nicht, dass sie von Malvo verfolgt werden. Wenig später fährt ein Auto bei Lesters Anwesen vor. Die beiden FBI-Agenten werden misstrauisch, zücken ihre Pistolen und nähern sich dem Auto. Auf dem Fahrersitz sitzt der Autoverkäufer, allerdings sind seine beiden Hände mit Klebeband festgebunden. Malvo erschießt die beiden FBI-Agenten aus dem Hinterhalt. Lester bemerkt den Zwischenfall und ruft verzweifelt die Polizei an. Malvo bricht in das Haus ein, betritt das Schlafzimmer, wo er Lester vermutet. Er tritt auf eine Bärenfalle, die Lester unter einem Kleiderhaufen versteckt hat. Es kommt zu einem Schusswechsel zwischen Lester und Malvo, beide verfehlen aber ihr Ziel. Malvo flüchtet in sein Versteck, um sein gebrochenes Bein zu behandeln. Dort wird Malvo von Grimly überrascht und erschossen. Später zeigt Grimly Molly einen Koffer mit Malvos gesammelten Tonbandaufnahmen, einschließlich Lesters Telefongespräch über den Mord an Pearl. Zwei Wochen später wird Lester im Glacier-Nationalpark von der Polizei auf Motorschlitten verfolgt. Lester flüchtet auf einen zugefrorenen See, ignoriert die Warnungen wegen der zu dünnen Eisdecke, bricht in den See ein und stirbt. Molly erhält zu Hause einen Anruf über die Suche nach Lesters Leiche. Grimly erzählt Molly wiederum, dass er eine Auszeichnung für Tapferkeit erhalten werde.

### Staffel 2
Staffel 2 spielt im Jahr 1979 in Sioux Falls in South Dakota, in Luverne in Minnesota sowie in Fargo in North Dakota und handelt von Peggy Blumquist und ihrem Ehemann Ed Blumquist, die die Unfallflucht und die Tötung von Rye Gerhardt zu vertuschen versuchen. Unglücklicherweise ist Rye jedoch der Sohn von Floyd Gerhardt, der Matriarchin eines kriminellen Familiensyndikats aus Fargo. Floyd versucht alles über den Verbleib ihres jüngsten Sohnes zu erfahren. Inzwischen untersuchen Lou Solverson, ein Minnesota State Trooper und Veteran des Vietnamkriegs, und Rock County Sheriff Hank Larsson drei Morde, die Rye Gerhardt in einem Diner verübte.

#### Samstag, 17. März 1979
Die deutschstämmige Familie Gerhardt ist das größte organisierte Verbrechersyndikat in Fargo, das seinen Einfluss im nördlichen mittleren Westen über Jahre hinweg aufgebaut und gesichert hat – sein Einfluss wird aber von zwei Ereignissen bedroht. Der Patriarch Otto Gerhardt erleidet einen Schlaganfall, so dass die Führung der Familiendynastie unsicher ist, da nun auch seine Söhne Dodd, Bear und Rye um die vakante Führungsposition wetteifern. Währenddessen versucht Rye die Richterin Mundt im Diner Waffle Hut, in der Nähe von Luverne, unter Druck zu setzen – da der Schreibmaschinen-Verkäufer Skip ihm den Auftrag dazu gab –, was aber in einem Massaker endet: Rye erschießt die Richterin sowie den Koch und die Kellnerin. Wieder draußen, wird er durch das Erscheinen eines UFOs abgelenkt und läuft achtlos auf die verschneite Straße. Dort wird er von einem vorbeifahrenden Auto angefahren und prallt in die Windschutzscheibe. Die Autofahrerin, Peggy Blumquist, hält kurz an, begeht aber dann Unfallflucht. Im Glauben, der Mann sei tot, fährt sie mit ihm, obwohl er noch in der Windschutzscheibe feststeckt, nach Hause in ihre Garage. Ihr Mann Ed, von Beruf Metzger, gerät später mit dem mittlerweile erwachten Rye in seiner Garage aneinander. Der blutende, verletzte Gangster fällt über ihn her und Ed bringt ihn in Notwehr um. Peggy überredet den traumatisierten Ed, den Vorfall geheim zu halten, und sie verstecken die Leiche in ihrer Gefriertruhe. State Trooper Lou Solverson – der Vater von Molly Solverson aus der ersten Staffel – und sein Schwiegervater, Sheriff Hank Larsson, untersuchen den Tatort im und um das Waffle Hut. Zu Hause macht Lou der voranschreitende Krebs seiner Ehefrau Betsy Sorgen, die vor kurzem eine Chemotherapie begonnen hat.

#### Sonntag, 18. März 1979
Unterdessen hat ein konkurrierendes Syndikat aus Kansas City den Schlaganfall von Otto Gerhardt mitbekommen und strebt eine Übernahme des Gerhardt-Imperiums und dessen Geschäftsfeldern an. Joe Bulo vom Kansas-City-Syndikat erreicht das Anwesen der Gerhardts, zusammen mit Mike Milligan und den Kitchen-Zwillingen. Bulo bietet Floyd Gerhardt eine Übernahme an, aber mit der Möglichkeit, das Geschäft weiter auszuführen. Als Alternative droht er einen Bandenkrieg auf Leben und Tod an. Nachdem die Mitglieder des Kansas-City-Syndikats gegangen sind, informiert Floyd ihre anwesenden Söhne über das Treffen. Dodd sträubt sich dagegen, dass seine Mutter das laufende Geschäft vorübergehend übernehmen will – der Vater ist seit dem Schlaganfall gelähmt und dadurch handlungsunfähig. Sie aber verspricht ihm, dass er, wenn er seiner Mutter beiseitesteht, das Familien-Imperium übernehmen kann, sobald sich die prekäre Situation beruhigt. Danach beauftragt sie den Lakota-Sioux-Indianer Hanzee Dent, den cleveren und skrupellosen Handlanger von Dodd, ihren vermissten Sohn Rye zu finden. Auch Mike und die Kitchen-Zwillinge beginnen mit der Suche nach Rye.
Inzwischen arbeitet Peggy wieder im Friseursalon, während Ed zu Hause bleibt. Ed räumt die Garage auf, reinigt das Auto, entfernt Blutspuren und fährt mit der Leiche zur Metzgerei, um sie dort zu entsorgen. Währenddessen besucht Lou mit seiner Familie noch einmal den Tatort, wobei Betsy die Waffe von Rye in einem Gebüsch findet. Später in der Nacht bemerkt Lou, dass noch Licht in der geschlossenen Metzgerei brennt, und findet dort Ed vor. Lou bittet Ed, Speck kaufen zu dürfen, um seine Frau Betsy damit zu überraschen. Ed hat dabei große Mühe, Lou nichts von der Leichenentsorgung merken zu lassen – Ryes Leichenteile werden seit einigen Stunden mit dem Fleischwolf zerkleinert und Lou tritt beinahe auf einen herumliegenden letzten Finger von Rye, den Ed übersehen hatte.

#### Montag, 19. März 1979
Nachdem die Tatwaffe gefunden ist und Fingerabdrücke abgeglichen wurden, beginnt eine Fahndung nach Rye. Zur gleichen Zeit machen sich sowohl Dodd und Hanzee als auch Mike Milligan auf die Suche nach Rye.
Indes besucht Sheriff Hank Larsson den Friseursalon, um ein Fahndungsfoto von Rye aufzuhängen, wobei er dort seiner Tochter Betsy begegnet. Die beiden führen ein Gespräch über den Fall, in dem vor allem Betsy über den Verbleib von Rye spekuliert. Sie denkt, Rye könnte Opfer einer Fahrerflucht gewesen sein. Peggy belauscht deren Unterhaltung und überzeugt Ed davon, mit ihrem Auto einen weiteren Unfall vorzutäuschen, um den früheren Unfallschaden zu vertuschen. Inzwischen besucht Lou die Gerhardts auf deren Anwesen und erlebt dort eine bedrohliche Situation.
Danach besucht er Skips Schreibmaschinengeschäft, nachdem er am Vormittag einen nervösen Auftritt von Skip vor Richterin Mundts Büro mitbekommen hatte – Skip weiß bis dato nicht von der Ermordung der Richterin. Im Geschäft trifft Lou auf Mike Milligan und die Kitchen-Zwillinge, die ebenfalls auf der Suche nach Hinweisen auf Ryes Verbleib sind. Dabei kommt es zu einer Konfrontation, die mit einer Pattsituation endet. In der Zwischenzeit hat Hanzee einen Tipp von Dodds Tochter Simone erhalten, die in der Stadt ein geheimes Appartement von Rye kennt, und beide spüren Skip dort auf. Sie bringen ihn zu Dodd, der bei dem Verhör feststellt, dass Skip keine Informationen über Ryes möglichen Aufenthaltsort hat. Hanzee und Dodd zwingen ihn, in ein offenes Grab zu springen, und begraben ihn lebendig mit heißem Asphalt. Dodd befiehlt Hanzee, nach Luverne zu fahren, um Rye dort zu suchen.

#### Dienstag, 20. März 1979
Am nächsten Tag erreicht Hanzee die Kleinstadt Luverne. Zuerst fährt er zum Diner Waffle Hut, wo er an der Unfallstelle die Glasscherbe eines Fahrzeugscheinwerfers findet. Danach fährt er weiter durch Luverne und sieht Peggys Unfallauto in einer Autowerkstatt. Er inspiziert das Auto und stellt fest, dass die Glasscherbe zum Auto passt und sich am Beifahrersitz ein wenig Blut befindet. Aus den Autopapieren und vom Mechaniker Sonny erfährt er die Besitzer des Autos. Am Abend durchsucht er das Haus der Blumquists und findet im Kamin Ryes Gürtelschnalle – Ed hatte nach dem Säubern des Tatorts Ryes und seine eigene Kleidung verbrannt. Auch Lou Solverson hat die Blumquists im Visier, da er sich wieder an Eds Nervosität in der Metzgerei erinnert, und besucht sie abends in deren Haus. Lou will die Blumquists überzeugen, die Tat zu gestehen und bietet ihnen Hilfe an. Gleichzeitig warnt er sie vor der Reaktion des Gerhardt-Syndikats auf den Mord an Rye. Die Blumquists bestreiten jedoch jegliche Tatbeteiligung und lehnen das Angebot ab.
Während Otto Gerhardt zu einem Arzt gebracht wird, hat seine Enkelin Simone Gerhardt Sex mit Mike Milligan und erzählt ihm vom Arzttermin ihres Großvaters. Kurz darauf töten Mike und die Kitchen-Zwillinge Ottos Personenschützer sowie eine Krankenschwester auf dem Parkplatz der Arztpraxis. Nur Otto Gerhardt selbst wird am Leben gelassen. Unterdessen treffen sich die Gerhardts mit Joe Bulo vom Kansas-City-Syndikat in einem Hotel, um die Übernahme auszuhandeln. Die Gerhardts verweigern die Übernahme und bieten stattdessen eine Partnerschaft an. Joe Bulo sperrt sich gegen diese Idee, da Dodd kurz zuvor zwei seiner Männer überfallen hat. Zudem wird er vom erfolgreichen Überfall – auf dem Parkplatz der Arztpraxis – informiert und senkt sein Übernahmeangebot; danach beendet er das Treffen. Zu Hause sagt Floyd ihrer Familie: „Es ist Krieg.“
Betsy nimmt an einer klinischen Studie zur Bekämpfung von Krebs teil. Sie weiß nicht, ob sie Placebo-Tabletten oder Medikamente verabreicht bekommt.

#### Mittwoch, 21. März 1979
Einen Tag später kommt Ronald Reagan nach Luverne, um dort seinen Wahlkampf für die kommenden Präsidentschaftswahlen zu führen. Lou ist für die Eskorte verantwortlich und muss ihn bis zur Bundesstaatsgrenze begleiten. Währenddessen kommt Hanzee wieder aus Luverne zurück und übergibt Ryes Gürtelschnalle Floyd. Dodd und Hanzee belügen Floyd, was Ed angeht: Er sei ein Auftragskiller namens „der Fleischer“ (im Original: „The Butcher of Luverne“), der vom Kansas-City-Syndikat angeheuert worden sei, um Rye zu töten – insbesondere Dodd erhofft sich, dass Floyd aktiv wird und zum Angriff übergeht. Floyd fällt auf die Story herein und will Rache nehmen. Hanzee und weitere Komplizen greifen die Mitglieder des Kansas-City-Syndikats aus dem Hinterhalt an. Dabei bringt Hanzee Wayne Kitchen von den Kitchen-Zwillingen sowie Joe Bulo um und sendet dessen Kopf an Mike Milligan. Simone besucht kurz darauf Mike in seinem Hotelzimmer. Er bedroht sie und verlangt, dass sie ihre Familie für ihn ausspionieren soll. Inzwischen beauftragt Dodd seinen Handlanger Virgil, Ed in Luverne zu töten. Dabei darf ihn Bears Sohn Charlie begleiten, der seit seiner Geburt an Zerebralparese leidet, aber gut schießen kann und sich jetzt erstmals als Killer beweisen will.
Peggy nimmt sich währenddessen Lous Warnung zu Herzen und plant einen Umzug nach Kalifornien. Aber Ed besteht darauf, in Luverne zu bleiben, weil er dort eine Familie gründen und die Metzgerei übernehmen will. Als die skeptische Peggy alleine im Haus ist, packt sie ihre Sachen, geht zur Autowerkstatt, um das reparierte Auto abzuholen und will ohne Ed nach Kalifornien fahren. Als sie im Auto sitzt, ändert sie ihre Meinung und verkauft das Auto an Sonny, damit Ed mit dem Erlös die Metzgerei übernehmen kann.
Im Laufe des Tages erreichen Virgil und Charlie die Kleinstadt Luverne und parken gegenüber der Metzgerei. Der Plan, Ed und mögliche Zeugen zu erledigen, geht gründlich schief: Virgil wird von Ed getötet, Charlie landet im Gefängnis und die Metzgerei geht in Flammen auf. Am Abend kommt Ed nach Hause und will Peggy davon überzeugen, dass sie beide schnellstmöglich die Stadt verlassen müssen. In diesem Augenblick trifft die Polizei vor ihrem Haus ein.

#### Mittwoch nachts, 21. März 1979
Ed wird zur Polizeistation mitgenommen und dort verhört, er will aber ohne einen Anwalt nicht reden. Ihm wird ein Pflichtverteidiger zugewiesen: Der wohl einzige Anwalt in und um Luverne ist der stets betrunkene Karl Weathers. Auch Charlie wurde festgenommen und sitzt seitdem in Untersuchungshaft auf dem gleichen Revier. Derweil befiehlt Floyd, dass Ed umgebracht und Charlie aus dem Gefängnis befreit werden soll. Dodd fährt zum Haus der Blumquists und Bear zur Polizeistation. Hank versucht inzwischen, Peggy davon zu überzeugen, dass sie endlich die Wahrheit sagen soll. Peggy geht aber nicht darauf ein, woraufhin Hank erwähnt, dass der neue Autobesitzer – Sonny – zugestimmt hat, dass das Auto von der Spurensicherung untersucht werden kann. Wenige Sekunden später erreichen Dodd und seine Handlanger das Haus der Blumquists. Hank wird niedergeschlagen. Peggy kann sich jedoch in den Keller retten, wo sie Dodd mit seinem eigenen Elektroschocker überwältigen kann.
Simone informiert indes Mike über den Plan der Gerhardts – gleichzeitig will sie sich damit an ihrem Vater Dodd rächen. Kurz danach greift das Kansas-City-Syndikat das kaum beschützte Anwesen der Gerhardts an, wo sich gerade Simone, Floyd und Otto befinden. Otto wird beim Überfall umgebracht, Simone und Floyd bleiben aber unversehrt.
Bear und seine Männer erreichen zur gleichen Zeit die Polizeistation, um Charlie zu befreien. Lou ahnt, dass Ed sofort erschossen wird, wenn man ihn in der Polizeistation auffindet, und heckt einen Plan aus: Karl gibt vor, Charlies Anwalt zu sein und soll Bear überzeugen, dass sie Charlie besser nicht aus dem Gefängnis befreien sollten. Er überredet Bear tatsächlich zum Rückzug, da es für alle die beste Option sei, unnötiges Blutvergießen zu vermeiden und verspricht eine baldige Freilassung Charlies. Inzwischen schleichen Lou und Ed aus der Polizeistation und laufen in den Wald. An einer Straße treffen sie zufällig auf den verletzten Hank. Dort ergreift Ed die Flucht. Hanzee ist ihm aber direkt auf den Fersen.
Ed erreicht sein Haus und findet im Keller seine Frau sowie den gefesselten Dodd. Ed verfrachtet Dodd in den Kofferraum. Die Blumquists flüchten, mit Dodd im Kofferraum, zu einer Jagdhütte westlich von Sioux Falls. Kurz nach der Flucht treffen Hank und Lou beim Blumquist-Anwesen ein, verschwinden aber nach wenigen Augenblicken. Auch Hanzee inspiziert das Haus und findet einen Hinweis: Peggy hat über das Wochenende ein Hotelzimmer in Sioux Falls gebucht, wo sie mit ihrer Freundin Constance an einem Lifespring-Seminar teilnehmen will.

#### Donnerstag, 22. März 1979
Am nächsten Morgen werden Rye und Otto auf dem Anwesen der Gerhardts begraben. Danach wird Floyd von Lou und Ben Schmidt zur Vernehmung auf die Polizeistation mitgenommen. Zu etwa der gleichen Zeit erreichen Ed und Peggy die Jagdhütte bei Canistota. Ed findet eine Telefonzelle an einer kleinen Tankstelle und versucht mehrmals erfolglos mit den Gerhardts zu sprechen, um über die Freilassung von Dodd zu verhandeln. Simone besucht währenddessen Mike Milligan in seinem Hotelzimmer und macht ihm Vorwürfe dafür, dass sie Otto und nicht Dodd umgebracht haben. Mike will sie gefangen nehmen, vielleicht sogar umbringen, aber dies wird vereitelt, als Lou und Ben das Hotelzimmer stürmen. Beim Verlassen des Hotels wird Simone von ihrem Onkel Bear abgefangen. Er bringt sie in ein abgelegenes Waldstück und richtet sie dort hin, weil sie mit dem Kansas-City-Syndikat kollaboriert habe.
Auf der Suche nach Informationen über den Aufenthaltsort der Blumquists erreicht Hanzee im Laufe des Tages eine Bar in Sioux Falls, wo er beim Parken neben einer Kneipe eine Plakette vorfindet, wonach dort einst 22 Sioux-Indianer getötet wurden. Als er sowohl vom Gastwirt als auch von mehreren Kneipengästen rassistisch beleidigt wird, greift Hanzee zur Waffe: Den Kneipengästen schießt er in die Beine, den Gastwirt erschießt er wie auch zwei herbeieilende Polizisten.
Gegen Abend kann Floyd sich der Vernehmung nicht mehr widersetzen und akzeptiert einen Deal: Die Gerhardts werden für frühere Verbrechen nicht angeklagt, dafür verrät Floyd der Polizei, wie das Kansas-City-Syndikat den Drogenschmuggel organisiert. Währenddessen wird Constance von Hanzee in dem Hotel in Sioux Falls aufgespürt, wo er eigentlich Peggy vermutete. Hanzee zwingt Constance zu einem Telefongespräch mit Peggy, bei dem sie den Unterschlupf der Blumquists herausbekommen soll, aber ohne Erfolg. Immerhin erwähnt Peggy eine Tankstelle, die in ihrer Nähe liegt. Auch Constance wird von Hanzee umgebracht.

#### Freitag, 23. März 1979
Am nächsten Tag bekommt Mike die Nachricht, dass der Bestatter (im Original: The Undertaker) zu ihm geschickt wird, da das Hauptquartier aus Kansas City mit seiner Arbeit unzufrieden ist. Als der Bestatter im Hotelzimmer eintrifft, bringen Mike und Gale Kitchen ihn und seine beiden Begleiter um und lügen dem Hauptquartier vor, es sei niemand angekommen. Derweil versucht Ed von der Tankstelle aus nochmals mit den Gerhardts zu sprechen, erreicht allerdings niemanden und resigniert. Er liest jedoch in einer Regionalzeitung, dass Mike Milligan sich im Pearl Hotel aufhält und ruft ihn an. Er handelt mit Milligan einen Deal aus: Dieser bekommt Dodd und soll im Gegenzug die Gerhardts von ihm fernhalten. Sie wollen sich am nächsten Tag im Motor Motel in Sioux Falls treffen. Danach verlässt er die Tankstelle. Hanzee erreicht wenig später die Tankstelle. Er erfährt vom Tankwart die ungefähre Position des Unterschlupfs, wo sich die Blumquists aufhalten sollen. Als Hanzee wegfährt, erkennt der Tankwart ihn auf einem Fahndungsfoto und informiert die Polizei.
Derweil konnte Dodd sich aus der Fesselung befreien und Peggy überwältigen. Als Ed von der Tankstelle zurückkommt, versucht ihn Dodd zu erhängen. Ed überlebt den Tötungsversuch knapp, da Peggy wiederum Dodd niederschlägt und Ed von der Schlinge befreit. Danach erreicht Hanzee die Jagdhütte, schießt überraschend seinem Chef Dodd in den Kopf und hält die Blumquists mit der Waffe in Schach. Hanzee bittet Peggy, ihm einen professionellen Haarschnitt zu verpassen mit der Begründung, dies solle ein Neuanfang sein. Doch dazu kommt es nicht mehr, da plötzlich Lou und Hank vor der Jagdhütte stehen. Es kommt zu einem Schusswechsel. Gerade als Hanzee Ed erschießen will, geht ihm die Munition aus; Peggy verletzt Hanzee mit ihrer Schere am Rücken, doch der kann die Flucht ergreifen und erreicht wenig später wieder die kleine Tankstelle. Dort angekommen, bringt er den Tankwart um, behandelt seine Wunde und fährt mit dem Auto des Tankwarts davon.
Nach der Wiederergreifung von Ed und Peggy müssen Lou und Hank den Fall an die South Dakota State Police abgeben, da die Festnahme in South Dakota erfolgte und dort dessen Staatspolizei zuständig ist. Als Ed gegenüber den anwesenden Polizisten sein bevorstehendes Treffen mit Mike Milligan offenbart, heckt State Police Captain Cheney einen Plan aus. Die Blumquists sollen für das Treffen verkabelt werden, in der Hoffnung, Mike Milligan und das Kansas-City-Syndikat zu belasten. Die Blumquists stimmen dem Plan zu, doch Lou ist strikt dagegen und hält ihn für zu gefährlich – bisher hätten die Blumquists nur einfach Glück gehabt. Cheney befiehlt Lou, den Bundesstaat zu verlassen, und erlaubt nur Hank, zu bleiben. Auf dem Rückweg hält Lou nochmal bei der Tankstelle an, um mit seiner Familie zu telefonieren. Dabei entdeckt Lou den ermordeten Tankwart. Er versucht, die anderen Polizisten vor Hanzees möglichem Plan zu warnen, stößt aber auf taube Ohren. Lou wird bis zur Bundesstaatsgrenze eskortiert. Zur gleichen Zeit erleidet Betsy zu Hause einen akuten Schwächeanfall durch ihre schwere Krankheit, wovon Lou aber nichts erfährt.
Im Laufe des Tages erreichen die Polizisten mit den Blumquists das Motel. Sie bemerken dabei nicht, dass sie schon von Hanzee erwartet und beobachtet werden. Hanzee telefoniert mit den Gerhardts. Er belügt sie, indem er behauptet, Dodd sei noch am Leben und befände sich im Motor Motel. Dort wiederum seien auch die Kansas-City-Leute anzutreffen, die Dodd angeblich in ihrer Gewalt haben. Unterdessen erreicht Lou die Bundesstaatsgrenze zu Minnesota. Kaum ist seine Eskorte wieder verschwunden, kommt ein Funkspruch seiner Zentrale, dass die Leiche von Constanze gefunden wurde. Lou zögert kurz, wendet aber dann und fährt zurück.
Am Abend erreicht Lou Sioux Falls und sieht sich Constanzes Hotelzimmer an. Einige Zeit später kommt er zum Motor Motel, kann aber nicht rechtzeitig eingreifen. Die Gerhardts haben Cheneys Trupp überfallen und die meisten Polizisten ermordet, jedoch haben Hank und Ben Schmidt sowie Ed und Peggy den Überfall überlebt. Hanzee bringt derweil Floyd mit einem Messer um. Bear bekommt dies mit und will Hanzee töten. Lou schießt jedoch mehrmals Bear aus einem Hinterhalt an, der im Wutrausch wiederum Lou zu erwürgen droht. Hanzee konzentriert sich derweil darauf, ein Dutzend Gerhardt-Mitglieder zu erschießen. Gerade als Lou schon beinahe das Bewusstsein verloren hat, erscheint ein UFO und schwebt direkt über dem Motel. Dadurch ist Bear abgelenkt, Lou kommt an seine Waffe und kann ihn erschießen. Ed und Peggy werden von Hanzee gejagt. Hank, der kurz zuvor von Hanzee angeschossen wurde, befiehlt Lou, die Blumquists und Hanzee zu verfolgen. Kurz danach erreichen Mike und Gale Kitchen das Motel, sehen die getöteten Gerhardts und verlassen umgehend die Stadt, kurz bevor weitere Polizisten zur Verstärkung eintreffen. Seitdem ist dieser Vorfall am Motor Motel als „Sioux Falls Massacre“ bekannt.
Während des Fluchtversuchs der Blumquists wird Ed durch einen Schuss von Hanzee schwer verletzt. Das Paar findet Zuflucht in einem Supermarkt. Dort verstecken sie sich im Fleischkühlraum und verriegeln die Tür von innen. Ed vertraut Peggy an, dass er nicht das Gefühl hat, sie seien füreinander geschaffen. Dennoch liebe er sie und wünsche sich nichts sehnlicher zurück als die Zeit vor dem Unfall mit Rye Gerhardt. Kurz danach stirbt er an seinem Blutverlust. Peggy erleidet einen Nervenzusammenbruch und halluziniert, dass Hanzee versuche, den Kühlraum auszuräuchern – ähnlich wie eine Szene, die Peggy noch am Morgen in einem alten Spielfilm mit Ronald Reagan (Operation: Eagle's Nest) gesehen hat. Lou und Ben Schmidt erreichen den Supermarkt und verhaften dort die völlig verstörte Peggy. Sie teilen ihr mit, dass Hanzee gar nicht im Supermarkt war.

#### Samstag, 24. März 1979
Lou bringt Peggy zurück nach Minnesota. Während der Fahrt unterhalten sich die beiden über Leben und Tod. Peggy wirkt noch psychisch angeschlagen und wünscht sich – wegen der schöneren Aussicht – ein Gefängnis in Kalifornien. Lou erzählt über die Evakuierung Saigons während der Endphase des Vietnamkriegs und seinen Erlebnissen auf der USS Kirk. Peggy ergibt sich ihrem Schicksal. Währenddessen trifft sich Hanzee mit einer Vertrauensperson, die ihm eine neue Identität als Moses Tripoli beschafft – der Mafia-Boss, der in der ersten Staffel von Lorne Malvo umgebracht wird. Hanzee löst sich endgültig von seiner alten Identität und beabsichtigt eine plastische Chirurgie. Er will sein eigenes kriminelles Imperium aufbauen und sucht Rache an denen, die ihn beleidigt haben. Im gleichen Park trifft er auf zwei Kinder, die aus der ersten Staffel als Mr. Wrench und Mr. Numbers bekannt sind.
Mike Milligan trifft sich mit seinem Boss Hamish Broker und erhofft sich, er könne die Leitstelle in Fargo übernehmen, jedoch werden seine Wünsche nicht erfüllt. In Anerkennung seiner Verdienste wird er stattdessen auf die unterste Managementebene der kriminellen Organisation befördert und übernimmt eine reine Schreibtischfunktion in einem winzigen Büroraum der Konzernzentrale.
Inzwischen hat Betsy sich von ihrem Zusammenbruch erholt; dessen Ursache sei laut ihrem Arzt das neue Krebsmedikament gewesen. Lou und Hank kehren nach Hause zurück, die Familie ist wieder vereint. Betsy fragt Hank nach den vielen Zetteln mit seltsamen Symbolen, die sie Tage zuvor in seinem Büro sah. Hank erklärt, dass es sein Versuch sei, eine universelle Bildsprache zu entwickeln, um eine bessere Kommunikation zu ermöglichen und Missverständnisse zu eliminieren.

### Staffel 3
Die dritte Staffel spielt im Jahr 2010 in den drei Städten St. Cloud, Eden Valley und Eden Prairie in Minnesota. Die Geschichte handelt von dem Paar Ray Stussy und Nikki Swango, die nach einem nicht erfolgreichen Versuch, Rays Bruder Emmit zu bestehlen, in einen Doppelmordfall involviert werden, der einen alten Mann mit mysteriöser Vergangenheit betrifft, dessen Stieftochter Gloria Burgle als Polizistin diesen Mordfall untersucht. Währenddessen versucht Emmit die Verbindungen zu einem dubiosen Unternehmen abzubrechen, von dem er sich zwei Jahre zuvor Geld geliehen hat. Dieses hat jedoch andere Pläne mit ihm, weswegen er es nun mit V. M. Varga und seinen Handlangern zu tun bekommt.

#### Ost-Berlin, 1988 / Minnesota, 2010
Ein Mann namens Jakob Ungerleider wird von NVA-Oberst Horst Lagerfeld in einem karg möblierten Büro verhört. Ihm wird vorgeworfen, in Wahrheit Yuri Gurka zu heißen und seine Freundin Helga Albracht ermordet zu haben. Doch Ungerleider besteht darauf, verwechselt zu werden, verheiratet zu sein und zu Hause eine Frau, die ebenfalls den Vornamen Helga trägt, zu haben.

#### Minnesota, 2010
Bewährungshelfer Ray Stussy will seine Ex-Klientin und Freundin Nikki Swango heiraten und bittet seinen älteren Bruder Emmit auf einer Feier um Geld für einen Ring. Als dieser sich weigert, entbrennt die alte Diskussion zwischen den beiden Brüdern um die ungerechte Verteilung des Erbes ihres Vaters. Emmit erhielt damals eine wertvolle Briefmarkensammlung, Ray hingegen eine Corvette C3. Mithilfe eines positiven Drogentests erpresst Ray anschließend einen anderen Klienten, Maurice LaFay, und beauftragt ihn damit, eine wertvolle Briefmarke aus Emmits Besitz zu entwenden. Emmit hatte die Briefmarkensammlung veräußert und aus sentimentalen Gründen eine besondere Marke behalten. Im Gegenzug für diesen Diebstahl würde Stussy einen negativen Drogentest an die Staatsanwaltschaft weiterleiten. Währenddessen trifft sich Emmit mit einem Mann namens V. M. Varga, von dem er sich zwei Jahre zuvor einen Millionenbetrag für sein Unternehmen Stussy Lots Ltd. geliehen hatte. Varga setzt ihn jedoch davon in Kenntnis, dass es keiner Rückzahlung bedarf, weil es sich in Wahrheit um die Investition einer geheimnisvollen Firma handelte, um sich in das Unternehmen einzukaufen. Polizeichefin Gloria Burgle vom Eden Valley Police Department findet indes zusammen mit ihrem Sohn ihren Stiefvater Ennis Stussy ermordet in dessen Haus auf. Der Ladenbesitzer wurde von Maurice LaFay irrtümlicherweise ermordet, weil dieser Rays Zettel mit den Details für seinen Auftrag verlor. Er konnte sich nur noch an einen Mann namens Stussy erinnern und begab sich fälschlicherweise zu Ennis Stussy nach Eden Valley, wohingegen er in das Haus von Emmit Stussy in Eden Prairie eindringen sollte. Diesen Fehler bezahlt er letztlich mit dem Leben, als er nach einem Erpressungsversuch seinerseits von Nikki und Ray mithilfe einer in das Fenster von Nikkis Wohnung eingelassenen Klimaanlage erschlagen wird.
Emmit beauftragt seinen Anwalt, Nachforschungen über den undurchsichtigen V. M. Varga anzustellen, was bemerkt wird und dazu führt, dass das komplette Netzwerk der Kanzlei zusammenbricht. Später stoßen Meemo und Yuri Gurka, die zwei engsten Mitarbeiter Vargas, den Anwalt von der Ebene eines Parkhauses. Darüber hinaus beginnt Varga nun damit, sich in Emmits Firma einzunisten und für sich und seine Vertrauten Büros zu beziehen. Gloria Burgle muss unterdessen damit klarkommen, dass Moe Dammick im Zuge einer Behördenzusammenlegung fortan ihre Stelle als Chef der Polizei einnehmen soll und sie damit zum Deputy degradiert wird. Im Rahmen ihrer Mordermittlungen findet sie sowohl heraus, dass ihr Stiefvater anscheinend unter dem Pseudonym Thaddeus Mobley Pulp-artige Science-Fiction-Romane verfasst hat, als auch, dass der ihr zu diesem Zeitpunkt noch nicht als Mörder bekannte LaFay an einer Tankstelle die Seite eines Telefonbuchs herausgerissen hatte, die die Adresse ihres Stiefvaters enthielt. Ray trifft sich mit Emmit unter dem Vorwand, Frieden zu schließen, während Nikki heimlich versucht, die Briefmarke, die Ray will, zu stehlen. Als sie diese nicht finden kann, da Emmit sie wegen eines Rahmenwechsels in einem Schließfach deponieren ließ, hinterlässt sie wütend einen blutigen Tampon in einer Schublade in Emmits Arbeitszimmer. Aus Rache hetzt Emmit seinen Geschäftspartner Sy Feltz auf seinen Bruder, der diesen zuerst in einem Diner bedroht und anschließend mit seinem Firmenwagen, einem Hummer, Rays Corvette beschädigt.

#### Los Angeles, 1975/2010
An einer Hotelbar verhandeln der Schriftsteller Thaddeus Mobley und der Filmproduzent Howard Zimmerman über die Verfilmung des Bestsellers The Planet Wyh. Mobley wird der künftigen Hauptdarstellerin Vivian Lord vorgestellt, die ihn verführen und dazu bringen soll, einen Teil seiner Tantiemen zur Finanzierung des Films zur Verfügung zu stellen, der aber nie gedreht werden wird. Als Mobley schließlich dahinterkommt, dass er betrogen wurde, stellt er in einem Motel-Zimmer Zimmerman zur Rede und verkrüppelt ihn mit einer Reihe schwerer Schläge. Zurück in seinem eigenen Zimmer, übergibt er sich und erblickt den Namen des Herstellers der Toilette, Dennis Stussy and Sons, wobei das D bereits beinahe vollständig abgeblättert ist. Den so entstandenen Namen versteht er als Wink des Schicksals und fasst den Plan, als Ennis Stussy in einer anderen Stadt neu anzufangen.

Zurück in der Gegenwart, besucht Gloria Burgle ebenfalls L.A. und begibt sich auf die Spur ihres verstorbenen Stiefvaters, wobei sie zufällig im selben Motel-Zimmer wie damals Mobley absteigt. Sie kann sowohl den bettlägerigen Zimmermann als auch Vivian Lord, die sich nun als Kellnerin verdingt, ausfindig machen, Letztere erzählt ihr schließlich auch die ganze Geschichte um den Schriftsteller Mobley. Als sie feststellt, dass all das anscheinend nichts mit Ennis’ Tod zu tun hat, reist sie wieder ab, jedoch nicht ohne ebenfalls den Namen auf der Toilette zu bemerken.

#### Minnesota, 2010
Bei ihrer Rückkehr zuhause in Minnesota erfährt Gloria, dass die Fingerabdrücke, die am Tatort in Ennis’ Haus gefunden wurden, zum mittlerweile toten Maurice LaFay gehören.
Ray passt mit wenigen Handgriffen sein Aussehen dem seines Bruders an, hebt auf der Bank 10.000 $ von Emmits Konto ab und verschafft sich Zugang zum Schließfach, das die Briefmarke enthalten soll. Darin findet er allerdings nur die Asche eines verbrannten Hundes vor. Emmit erhält währenddessen Besuch von Varga, der am gemeinsamen Abendessen der Familie teilnimmt. Mithilfe seiner manipulativen Fähigkeiten bringt dieser Emmit dazu, ihn als Partner zu bestätigen und verspricht ihm, ihn zum Milliardär zu machen. Gloria verhört zum ersten Mal Ray Stussy im Todesfall Maurice LaFay als dessen Bewährungshelfer und Namensvetter ihres verstorbenen Stiefvaters. Zu allem Überfluss schafft es Sy, Rays Vorgesetzte über das Verhältnis zwischen Ray und Nikki zu informieren, was dazu führt, dass Ray seinen Job verliert. Jener Sy wird seinerseits wegen des Schadens an Rays Wagen und der anschließenden Fahrerflucht von Officer Winnie Lopez vom St. Cloud Police Department befragt. Winnie lernt dadurch Gloria kennen und die beiden beschließen, die seltsamen Ereignisse um die drei Stussys zu untersuchen.
Ray macht seiner Freundin Nikki einen Heiratsantrag, den diese glücklich annimmt. Anschließend verkleidet sich Ray wieder als Emmit, und die beiden drehen ein Sexvideo, um diesen um 100.000 $ zu erpressen. Emmits Frau Stella sieht das Video jedoch noch vor ihrem Mann und verlässt ihn daraufhin mitsamt ihrer Mutter und den gemeinsamen Kindern. Varga bestraft Sy für dessen Gespräch mit der Polizei, indem er in einen Kaffeebecher uriniert und Sy anschließend zwingt, den Urin zu trinken. Sy begibt sich zu einem Essen mit der Witwe Ruby Goldfarb, die ebenfalls Interesse am Unternehmen zeigt. Das Gespräch findet jedoch ein jähes Ende, als Emmit hereinplatzt und auf Anraten von Varga seinen Partner dazu drängt, um jeden Preis das Problem mit Ray aus der Welt zu schaffen. Sy kontaktiert Nikki per Telefon und trifft sich mit ihr auf einem der Firma gehörenden Parkplatz. Plötzlich tauchen Meemo und Yuri auf und schlagen Nikki schwer zusammen, Sy lässt die junge Frau liegen und fährt geschockt von dannen.
Nikki, die schwer verletzt überlebt hat, schmiedet mit ihrem Freund einen Plan, sich an Meemo, Yuri und Varga zu rächen. Nachdem durch die Einmischung Vargas die Befragung Emmits durch Gloria und Winnie nicht zufriedenstellend verläuft, begeben sich die beiden Beamtinnen zu Rays Haus. Ray und Nikki können jedoch unentdeckt fliehen, nichtsahnend, dass es Varga bereits auf ihr beider Leben abgesehen hat. Ray muss jedoch noch einmal zum Haus zurück, weil er die 10.000 $ Fluchtgeld vergessen hat. Dort angekommen, taucht Emmit auf und die beiden begeben sich ins Haus, um Frieden zu schließen. Emmit will seinem Bruder den Bilderrahmen mit der darin befindlichen 2-Cent-Marke übergeben, doch dieser lehnt ab. Während sich die beiden Brüder immer wieder gegenseitig den Rahmen zuschieben, geht dieser letztendlich zu Bruch und eine Scherbe schlitzt Rays Halsschlagader auf. Vor den Augen Emmits verblutet Ray schließlich auf dem Boden. Verzweifelt benachrichtigt Emmit seinen neuen Partner V. M. Varga, der es darauf anlegt, dass Nikki verdächtigt wird, weil sie sich wegen ihrer Verletzungen gegen den vermeintlichen Peiniger Ray zur Wehr gesetzt hätte.
Gloria und Winnie finden den toten Ray und der Plan geht auf, Nikki wird in einem Motel-Zimmer auf der Flucht gestoppt und verhaftet, Meemo beobachtet die ganze Szene. Chief Dammick verhört Nikki und wirft ihr vor, aus Rache für die Prügel ihren Freund Ray ermordet zu haben. Winnie soll nun wieder Verkehrsdelikten nachgehen und Gloria wird, da sie in St. Cloud nicht zuständig ist, zurück nach Eden Valley beordert. Emmit und Sy treffen sich erneut mit der Witwe Goldfarb, als Winnie den Speisesaal betritt und Emmit vom Tod seines Bruders in Kenntnis setzt. Obwohl Winnie nichts zu den Umständen erzählt, erwähnt Emmit gleich, sicher hätte Nikki ihren Freund ermordet. In der Arrestzelle auf dem Polizeirevier versucht ein als Polizist verkleideter Killer Golem, Nikki mithilfe einer Injektion zu töten. Gloria kommt in letzter Sekunde hinzu, Golem kann jedoch fliehen. Nikki zeigt sich dankbar und gibt Dammick und Gloria den Hinweis, „dem Geld zu folgen“. Da sie gegen ihre Bewährungsauflagen verstoßen hat, wird Nikki in einen Bus gesetzt, der sie ins Staatsgefängnis bringen soll. Der Transport wird jedoch von Meemo, Yuri und Golem aufgehalten und der Bus kippt mithilfe einer durch die drei platzierten Rampe um.
Mithilfe eines Mannes, an den Nikki gekettet ist, kann sie den Bus durch den Notausstieg verlassen. Der Mann entpuppt sich als der bereits aus den beiden vorangegangenen Staffeln bekannte, gehörlose Killer Mr. Wrench. In einem Waldstück werden die beiden von ihren Häschern auf der Flucht gestellt und verletzt. Sie schaffen es jedoch, Golem mit der Kette, durch die sie verbunden sind, zu enthaupten und mit einer Axt Yuri ein Ohr abzuschlagen, woraufhin dieser schwer blutend verschwindet. Beide retten sich in eine Bowlingbahn, wo Nikki bei einem Drink auf den unscheinbaren Paul Marrane trifft. Dieser beschwört sie, gegen das Böse in der Welt zu kämpfen und verrät ihr, dass draußen ein Fluchtauto auf sie und ihren Komplizen Mr. Wrench wartet. Bevor sie sich abwendet, darf sie noch Marranes Kätzchen Ray im Arm halten, in dem sie die reinkarnierte Seele ihres verstorbenen Verlobten vermutet. Wenig später trifft auch Yuri ein, der von Marrane mit seinen vergangenen Sünden konfrontiert wird, Stichwort Ost-Berlin 1988. Am Weihnachtsmorgen wird Sy nach einer durch Varga beigebrachten Vergiftung ins Krankenhaus eingeliefert, Gloria wird zum Ort des Busunglücks gerufen.
Zweieinhalb Monate später befinden sich Nikki und Mr. Wrench immer noch auf der Flucht, Yuri ist verschwunden. Gloria ist nun endgültig Deputy und Varga ein gleichberechtigter Partner Emmits. Sy, der immer noch im Krankenhaus liegt, wird von Emmit besucht, der beim Verlassen der Klinik erst feststellen muss, dass die Corvette seines toten Bruders auf einmal auf seinem Parkplatz steht und anschließend in seinem Büro in jedem Bilderrahmen eine vergrößerte Kopie der berühmten 2-Cent-Briefmarke entdeckt. Zusätzlich wacht er einen Tag später auf und trägt auf einmal einen falschen Schnurrbart, der ihn aussehen lässt wie Ray. Von schweren Schuldgefühlen geplagt, begibt sich Emmit aufs Polizeirevier zu Gloria Burgle und möchte seine Taten gestehen.
Marvin Stussy, ein Zahnarzt aus St. Cloud, wird auf dieselbe Weise wie Ray Stussy getötet. Emmit gesteht seine Beteiligung am Tod seines Bruders und wie er ihn damals manipuliert hatte, um den wertvolleren Teil des Erbes zu erhalten, da er Ray glauben ließ, mithilfe einer Corvette wäre er der Liebling der Frauen. Meemo soll anschließend Emmit aus der Untersuchungshaft befreien, wird aber von Nikki und Mr. Wrench mittels einer falschen Granate gestoppt. Die beiden stehlen anschließend belastende Dokumente aus dem als mobile Kommandozentrale dienenden Truck, den Meemo fuhr, um Varga um 2 Millionen Dollar zu erpressen. Winnie informiert indes Gloria über den Tod eines weiteren Stussy, genauer George Stussy, der in seiner Küche wie Ennis durch Erstickung starb. Dem von Varga eingesetzten Strohmann Donald Woo gelingt es schließlich, verhaftet und für die Morde an allen Stussys belangt zu werden, woraufhin Chief Dammick den Fall abschließt und Emmit in die Freiheit entlässt. Varga trifft sich mit Nikki, um sie für seine Dienste zu rekrutieren und der Erpressung zu entgehen. Der für den Notfall platzierte Scharfschütze Meemo wird jedoch von Mr. Wrench gestoppt, woraufhin Nikki Varga ein Ultimatum von 24 Stunden für die Zahlung der 2 Millionen stellt. Der entlassene Emmit wird von Varga und seinen Leuten abgeholt. Winnie und Gloria gehen gemeinsam etwas trinken und Winnie beschwört ihre Kollegin, deren Ermittlungsansätze stets von Chief Dammick untergraben werden, trotzdem am Ball zu bleiben. Ein anonymes Päckchen, das die Stussy Lots Ltd. belastenden Informationen aus Vargas Truck enthält, erreicht den Empfänger Larue Dollard, einen Mitarbeiter der Finanzbehörde IRS.
Dollard findet inmitten der Dokumente einen Zettel mit dem Namen Gloria Burgles und ihrer Telefonnummer. Gloria, die schon ihre Kündigung auf dem Schreibtisch ihres Chefs platziert hat, erhält einen Anruf von Dollard, bestreitet aber, ihm die Akten geschickt zu haben. Bei der Erwähnung des Namens V. M. Vargas wird sie jedoch hellhörig und beschließt, sich mit Dollard zu treffen, neu motiviert vernichtet sie ihr Kündigungsschreiben, bevor Dammick es vorfinden kann. Im Gespräch zwischen Dollard und Burgle finden die beiden heraus, dass die Übernahme von Emmits Firma durch Varga Letzterem zur Hinterziehung von Steuergeldern und Abzweigung von Unternehmensvermögen dienen soll. Jener Varga zwingt im selben Moment Emmit in dessen Haus dazu, eine Reihe Dokumente zu unterzeichnen. Emmit fühlt sich betrogen und eignet sich auf einmal Meemos Waffe an. Da Varga Emmit aber weismacht, dass diese einen Fingerabdrucksensor besitze, drückt Emmit nicht ab und wird von Meemo niedergeschlagen. Varga und seine Leute treffen sich in einem leerstehenden Gebäude mit Nikki und Wrench, um im Austausch gegen das geforderte Geld eine Reihe Festplatten zu erhalten, die kompromittierendes Material beinhalten. Varga und seine Männer geraten in einen Hinterhalt und Mr. Wrench erschießt alle bis auf Varga, der durch einen Aufzugsschacht fliehen kann. Das erbeutete Geld überlässt Nikki im Anschluss bis auf zwei Bündel ihrem Gefährten, anschließend trennen sich die Wege der beiden. Der mittlerweile wieder erwachte Emmit muss indes im Büro feststellen, dass Ruby Goldfarb mit Varga unter einer Decke steckte und gerade dabei ist, die nun ihr gehörende Firma neu einzurichten. Ruby weist Emmit auf die Millionen auf ausländischen Konten hin, die er besitzen soll und rät ihm ob seiner Schulden, Insolvenz anzumelden. Auf einer Landstraße erleidet Emmits BMW schließlich eine Panne. Plötzlich hält ein Pick-up hinter ihm, aus dem Nikki mit einer gezogenen Schrotflinte steigt. Bevor sie ihren Schwager in spe erschießen kann, sagt sie einen Spruch auf, der ihr damals von Marrane für so eine Situation eingegeben wurde, wird jedoch von einem auftauchenden State Trooper unterbrochen, der Emmit und Nikki kontrolliert. Noch bevor der geschockte Emmit den Polizisten warnen kann, zieht Nikki die hinter Emmits Wagen versteckte Schrotflinte hervor und erschießt den Beamten, der seinerseits im selben Moment Nikki per Kopfschuss tötet. Emmit flieht vom Tatort und auch Gloria trifft wenig später ein.

#### Minnesota, 2016
Emmit, der nach den grausamen Geschehnissen weinend zu seiner Frau zurückgekehrt war, ist wieder mit seiner Familie vereint und genießt ein Essen mit ihr und seinem mittlerweile im Rollstuhl sitzenden Freund Sy. Als er in der Küche Salat holen will, taucht auf einmal Mr. Wrench auf und richtet ihn mit einer schallgedämpften Pistole hin.
Drei Monate später verhört Gloria Burgle, mittlerweile Agentin des Ministeriums für Innere Sicherheit, einen gewissen Daniel Rand, für den sich V. M. Varga ausgibt. Gloria lässt durchblicken, dass sie dessen wahre Identität kennt und offenbart ihm, dass er in fünf Minuten wegen Geldwäsche und Verschwörung zum Mord in sechs Fällen abgeführt und ins Gefängnis kommen würde. Rand alias Varga entgegnet, dass in fünf Minuten Glorias Vorgesetzte erscheinen würden, um ihm die Freiheit zu schenken. Man sieht, wie Gloria die Minuten zählt, letztendlich wird aber nicht gezeigt, welches Schicksal Varga blüht.

### Staffel 4

#### Kansas City, 1950
Die vierte Staffel spielt in den 1950ern in Kansas City (Missouri); sie dreht sich um Einwanderung und Assimilation und um zwei rivalisierende Gangster-Syndikate, welche zusammenarbeiten, um sich ein Stück des Amerikanischen Traums zu erfüllen. Beide Syndikate kontrollieren den Drogenhandel und die Wirtschaft durch Ausbeutung und Bestechung. Die beiden Rivalen bestehen aus einer afroamerikanischen Gangster-Familie und einer italienischen. Zwischen beiden kriminellen Syndikaten herrscht ein unsicheres Friedensabkommen. Um dieses zu zementieren, haben die beiden Gangsterbosse jeweils ihren jüngsten Sohn ausgetauscht. Als der Pate der italienischen Fadda-Familie stirbt, ändern sich plötzlich die Spielregeln.
Die Handlung ist auf elf Folgen aufgeteilt. Die Premiere fand am 20. September 2020 statt.

#### Folge 1
In Kansas City, Missouri, tauschen 1920 die Bosse einer jüdischen Verbrecherorganisation, des Moskowitz-Syndikats, und einer irischen Bande, des Milligan-Konzerns, ihre jüngsten Söhne aus, um den Frieden zu wahren, doch Milligans Sohn Patrick verrät seine Adoptivfamilie und ermöglicht, dass die Iren das Syndikat überfallen und auslöschen, wobei Patricks Vater Patrick zwingt, Moskowitz' Sohn persönlich hinzurichten. Im Jahr 1934 werden der Milligan Konzern und die neu angekommene sardische Familie Fadda das gleiche Friedensangebot, wobei Patrick Milligan erneut ausgetauscht wird. Diesmal verrät Patrick seine irische Familie und sie werden in einem ähnlichen Hinterhalt von den Faddas vernichtet. Patrick ist gezwungen seinen Vater hinzurichten. 1949 kommt eine afroamerikanische Bande, die Cannon Limited, an die Macht, und ihr Anführer Loy Cannon tauscht seine Söhne mit der Familie Fadda. Loy's jüngster Sohn, Satchel, wird gegen Don ausgetauscht. Donatello Faddas jüngsten Sohn, Zero. Patrick, der sich jetzt „Rabbi“ nennt, verspricht Loy einfühlsam, dass er sich persönlich um Satchel kümmern wird. Ein Jahr später wird Donatello Fadda an einem Stoppschild versehentlich von Kindern mit einem Luftgewehr in die Halsschlagader geschossen und wird in das beste Privatkrankenhaus der Stadt gebracht. Dr. Harvard, der Direktor des Krankenhauses, hat Vorurteile gegen Italiener und verlangt, dass sie gehen. Donatellos Sohn, Josto, schwört Rache. In einem minderwertigen öffentlichen Krankenhaus freundet sich Josto kurz mit Donatellos Krankenschwester Oraetta Mayflower an. Später am Nachmittag tötet Mayflower im Beisein Jostos Donatello mit einer Morphiumspritze und stiehlt seinen Ring. In der Zwischenzeit führt die aufgeweckte und rebellische Mischlingstochter Teenagerin Ethelrida Pearl Smutny, deren Eltern ein Bestattungsunternehmen betreiben, ein Gespräch mit ihrem Vater Thurman über ihre finanziellen Probleme. Aus unbekannten Gründen hat Thurman einen hohen Kredit von Loy angenommen, den er nicht zurückzahlen kann. Ohne es zu wissen, beobachtet Mayflower die beiden von ihrer Wohnung auf der gegenüberliegenden Straßenseite aus und hat ein besonderes Interesse an Ethelrida entwickelt.

#### Folge 2
Die Bankräuber Zelmare Roulette (Ethelridas Tante) und Swanee Capps brechen aus dem Gefängnis aus und kommen unangemeldet zum Haus der Smutnys. Ethelridas Mutter, Dibrell, erlaubt ihrer Schwester und Swanee nur widerwillig zu bleiben. Josto, der nun die Herrschaft über die Familie Fadda übernommen hat, sieht seine Autorität durch seinen jüngeren Bruder Gaetano Fadda in Frage gestellt, der sich weigert, nach der Beerdigung von Donatello nach Sardinien zurückzukehren. Zu allem Überfluss verpfuschen einige von Jostos Männern einen Auftragsmord an Dr. Harvard und töten stattdessen eine Krankenschwester und eine reiche Dame des öffentlichen Lebens. Odis Weff, ein korrupter Polizist, der für Josto arbeitet und zahlreiche nervöse Ticks hat, warnt ihn, die Familie nicht noch mehr unter Druck zu setzen. Unterdessen beschließt die Cannon Limited, sich Donatellos Tod zunutze zu machen. Bevor er starb, wollte Donatello Loy eine als Schlachthaus getarnte Fassade übergeben. Loy und sein Consigliere, Doktor Senator, versuchen, den Schlachthof zu beschlagnahmen und behaupten, das Geschäft sei abgeschlossen. Doch dann trifft Gaetano anstelle von Josto im Schlachthof ein und erklärt Senator, dass er Vergeltung üben wird, wenn er herausfindet, dass das Geschäft unrechtmäßig war. Oraetta kommt mit Ethelrida ins Gespräch und ist beeindruckt von ihrer Intelligenz. Am selben Abend backt Oraetta ihr einen Apfelkuchen, den sie mit Brechwurzel versetzt. Sie lässt das Dessert auf der Veranda der Smutnys stehen und Thurman bringt es ins Haus. Plötzlich stürmt ein Polizeiaufgebot das Haus und sucht nach Zelmare und Swanee.

#### Folge 3
US-Marshal Dick „Deafy“ Wickware, der Zelmare und Swanee seit ihrer Flucht verfolgt hat, trifft in Kansas City ein und bekommt Odis als Führer zugeteilt. Die beiden leiten die Durchsuchung des Bestattungsunternehmens Smutny. Deafy befragt Dibrell nach dem Verbleib ihrer Schwester und Swanee, aber sowohl Dibrell als auch Ethelrida behaupten, sie hätten nichts von ihnen gesehen oder gehört. Nach der ergebnislosen Durchsuchung zieht die Polizei ab. Zelmare und Swanee, die sich in einem der Kühlschränke der Leichenhalle versteckt haben, versprechen zu gehen, nehmen aber Thurmans Schrotflinte mit. Thurman schmuggelt sie in einem Sarg hinaus und setzt sie an ihrem Zielort ab, ohne zu wissen, dass es sich dabei um Loys Anwesen handelt. Das Duo tötet drei von Loys Gefolgsleuten und stiehlt 20.000 Dollar. Swanee, die ein Stück von Oraettas vergiftetem Kuchen gegessen hat, wird heftig krank und erbricht auf das Geld, so dass die beiden gezwungen sind, überstürzt zu fliehen. Oraetta wird wegen der ungewöhnlichen Anzahl von Patienten, die unter ihrer Obhut gestorben sind, gekündigt, nachdem sie bei einem weiteren Mordversuch überrascht wird, schafft es aber, einen neuen Job im Krankenhaus von Dr. Harvard zu bekommen. Als sie Josto in seinem Auto vor dem Krankenhaus bemerkt, nimmt sie an, dass er ihr aus romantischen Gründen folgt, und gibt ihm eine Linie Kokain und einen Handjob. Gaetano wird ungeduldig mit Jostos diplomatischem Vorgehen gegenüber den Cannons und beginnt, einige Mitglieder der Familie auf seine Seite zu ziehen, darunter den Auftragskiller Constant Calamita. Er beauftragt Calamita, einen Auftragsmord an Loys ältestem Sohn Lemuel zu verüben, wobei Rabbi als Schütze fungieren soll. Rabbi, der vermutet, dass Josto den Anschlag nicht autorisiert hat, vereitelt den Versuch. Loy, der mit der Nachricht von dem Überfall und dem fehlgeschlagenen Anschlag konfrontiert wird, glaubt, dass Josto hinter beidem steckt und will Vergeltung üben. Doktor Senator, der ahnt, dass etwas nicht stimmt, überredet Loy, ihn die Situation untersuchen zu lassen, bevor er den Krieg erklärt.

#### Folge 4
Als Calamita und sein Fahrer eine große Menge Gewehre in einem Lastwagen schmuggeln, werden sie von Loys Bande mit einer brennenden Straßensperre aufgehalten. Sie töten den Fahrer und brandmarken Calamitas Gesicht, bevor sie den Lkw stehlen. Loy verkauft die Waffen günstig an Mort Kellerman und die Fargo-Mafia, wobei er sich einen Gefallen von ihnen vorbehält für den Fall, dass sie in einem Krieg mit den Faddas gebraucht werden. Während eines Gesprächs mit dem Fadda-Konsul Ebal Violante behauptet Dr. Senator, der Raub sei eine Vergeltung für den versuchten Anschlag auf Lemuel. Violantes Verwirrung bestätigt Senators Verdacht, dass der Überfall ein Machtspiel von Gaetano war und der Raubüberfall nur ein zufälliges Verbrechen. Rabbi informiert Josto über Gaetanos Bemühungen, ihn zu unterminieren. Wütend konfrontiert Josto Gaetano vor seinen Anhängern und droht, ihm in die Genitalien zu schießen. Gaetano weicht zurück, ist aber sichtlich verärgert. Oraetta, die eine intensive sexuelle Beziehung mit Josto begonnen hat, wird von Ethelrida unterbrochen, die in ihrer Wohnung auf der Suche nach einem Teilzeitjob als Putzfrau ist. Während sie allein in der Wohnung ist, entdeckt Ethelrida Oraettas geheimen Schrank, in dem sie verschiedene Gifte, Erinnerungsstücke an ihre Opfer und Zeitungsausschnitte über ihre Morde aufbewahrt. Ethelrida stiehlt einen der Zeitungsausschnitte und Donatellos Ring. Sie verschwindet überstürzt und vergisst ihr Notizbuch im Schrank. Zelmare trifft sich mit Thurman und gibt ihm eine Tasche voll mit ihrem kürzlich gestohlenen Geld, damit er seine Schulden bei Loy bezahlen kann. Thurman, der nicht weiß, dass das Geld ursprünglich Loy gehörte, kommt in dessen Haus an, bezahlt seine Schulden und geht. Loy ist kurzzeitig froh, dass etwas für ihn gelaufen ist, wird aber wütend, als er den Kotzgeruch des Geldes bemerkt und erkennt, was passiert ist.

#### Folge 5
Ethelrida schreibt einen anonymen Brief an Dr. Harvard, in dem sie ihre Erkenntnisse über die vielen Todesfälle von Oreattas Patienten darlegt. Als Vergeltung für den LKW-Raub lässt Josto Odis mehrere Männer der Cannon Limited verhaften, darunter Lemuel. Als Odis versucht, Loy zu verhaften, nutzt dieser Odis' Zwangsstörung aus und dreht den Spieß um. Odis beschlagnahmt stattdessen die Tasche mit dem Geld, die Thurman Loy gegeben hat. Loy stellt Thurman zur Rede, verlangt Zelmare's Aufenthaltsort und übernimmt die Kontrolle über das Bestattungsunternehmen, um es als Tarnung zu benutzen. Zur gleichen Zeit verhört Deafy Ethelrida in ihrer Schule, um die gleichen Informationen zu erhalten. Sowohl Loy als auch Deafy machen sich auf den Weg zum Hotel, in dem sich Zelmare und Swanee verstecken. Loy ist zuerst dort, aber anstatt die beiden zu töten, schmuggelt er sie aus dem Hotel, um ihre Fähigkeiten zu nutzen. Dr. Senator trifft in dem Lokal ein, in dem er und Violante sich regelmäßig treffen, ist aber überrascht, Gaetano und Calamita dort anzutreffen. Sie versuchen, Senator zu bedrohen, aber er weist die beiden zurecht und geht. Calamita folgt Senator vor das Lokal und erschießt ihn auf der Straße.

#### Folge 6
Loy und seine Bande überfallen Odis in seiner Wohnung und zwingen ihn, die Seiten zu wechseln. Mit seiner Hilfe schießen sich Zelmare und Swanee einen Weg in Gaetanos Lager, überwältigen ihn und bringen ihn zu Loy, der ihn foltern lässt. Dr. Harvard macht Oraetta auf den Brief von Ethelrida aufmerksam. Es gelingt ihr, seinen Verdacht zu zerstreuen, aber er lehnt ihre Bitte ab, ihr den Brief zu zeigen. Violante kehrt mit Joe Bulo aus New York City zurück, nachdem sie Verstärkung angefordert hat. New York verspricht, Josto zu helfen, aber nur, wenn er sein Problem mit Cannon Limited nicht innerhalb von zwei Wochen lösen kann und mit Gaetano Frieden geschlossen hat. Violante schlägt einen Austausch mit Cannon Limited vor, um Gaetano zurückzubekommen. Josto beauftragt jedoch heimlich seinen Schwager Antoon Dumini, Satchel zu töten, in der Erwartung, dass Loy im Gegenzug Gaetano töten wird. Rabbi durchschaut Jostos Plan und tötet Antoon, bevor er Satchel hinrichten kann, woraufhin die beiden fliehen.

#### Folge 7
Oraetta verabreicht Dr. Harvard vergiftete Macarons. Während er sich im Todeskampf windet, stiehlt sie Ethelridas Brief aus seinem Schreibtisch. Die Faddas entdecken die Leiche von Antoon und vermuten, dass Rabbi sie verraten hat. Josto schickt Calamita los, um Rabbi und Satchel aufzuspüren. Violante will mehrere Fadda-Geschäfte im Austausch gegen Gaetano übergeben, aber Josto sabotiert den Austausch, indem er Loy vorlügt, dass Calamita, wütend über Gaetanos Entführung, Satchel getötet hat. Stattdessen bietet er Violantes versprochene Geschäfte als Gegenleistung dafür an, dass Loy Gaetano und Calamita tötet. Nachdem er über Nacht getrauert und mit dem Gedanken gespielt hat, Zero aus Rache zu töten, erkennt Loy das große Ganze und erkennt, dass Josto ihm eine Falle stellt. Anstatt Gaetano zu töten, informiert Loy ihn über den Verrat seines Bruders und lässt ihn frei. Dann schickt Loy Omie Sparkman, um Calamita zu töten.

#### Folge 8
Oraetta empfängt die Nachricht, dass Dr. Harvard seine Vergiftung überlebt hat und sich voraussichtlich vollständig erholen wird. Sie packt eilig ihre Koffer und findet in ihrer Wohnung Ethelridas Notizbuch. Sie vergleicht dessen Handschrift mit dem Brief, den sie aus Harvards Schreibtisch entnommen hat, und kommt zu dem Schluss, dass Ethelrida den Brief geschrieben hat. Josto kommt auf seinem Grundstück an und ist entsetzt, Gaetano dort vorzufinden. Gaetano schlägt ihn, bekennt dann aber seine Bewunderung für Jostos Versuch, ihn töten zu lassen, und schwört seinem Bruder seine Loyalität, indem er schließlich seine Führung akzeptiert. Als Loy erfährt, dass sein Plan nach hinten losgegangen ist und sich die Brüder gegen ihn verbündet haben, fordert er seinen Gefallen bei der Fargo-Mafia ein. Deafy stellt Loy zur Rede und verlangt den Aufenthaltsort von Zelmare und Swanee. Loy wehrt sich zunächst, weil er seinem Ehrgefühl verpflichtet ist, aber Deafy macht sich über seinen Kodex lustig und schüchtert Loy schließlich so ein, dass er verrät, dass das Duo den 22-Uhr-Zug nach Philadelphia nehmen wird. Deafy stellt eine Gruppe zusammen, um die beiden zu verhaften. Odis, der behauptet, er wolle wieder in sein Leben als Polizist zurückkehren und kein Gauner mehr sein, begleitet die Razzia, wird aber von seiner Zwangsstörung außer Gefecht gesetzt, als sie beginnt. Zelmare und Swanee leisten ein letztes Gefecht, bei dem viele Polizisten und Zivilisten getötet werden. Odis bringt schließlich den Mut auf, den Bahnhof zu betreten, und findet Deafy, als er die Banditen in die Enge getrieben hat. Er handelt immer noch auf Befehl von Loy und erschießt Deafy. Dann richtet er seine Waffe auf die Frauen und tötet Swanee. Einer wütenden Zelmare gelingt es, an Odis vorbeizukommen und zu entkommen. Während sie das Haus ihrer Mutter besuchen, werden Josto und Gaetano von Mort Kellerman und seinen Fargo-Soldaten überfallen. Gaetano gelingt es im Alleingang, sie zurückzudrängen, aber die Brüder sind am Boden zerstört, als sie erfahren, dass ihre Mutter im Kreuzfeuer getötet wurde.

#### Folge 9
Die Episode ist in Schwarz-Weiß gehalten und wird aus der Sicht von Omie Sparkman, Rabbi Milligan und Satchel Cannon erzählt. Omie reist mit Aldo, einem entführten Fadda-Schergen, der ihm den Tipp gegeben hat, dass Calamita Rabbi und Satchel nach Liberal, Kansas, verfolgt. An einer Tankstelle außerhalb der Stadt sagt Omie dem Besitzer, dass er jemanden erwartet, und bietet ihm an, das Gebäude fertig zu streichen, wenn er bleiben und warten kann. Als Calamita auftaucht, versucht Aldo zu fliehen und Omie tötet ihn, wodurch Calamita alarmiert wird. Einen Tag zuvor kommen Rabbi und Satchel in einer ungewöhnlichen Pension in Liberal an. Satchel findet einen scheinbar ausgesetzten Terrier namens Rabbit in seinem Zimmer und adoptiert ihn, während Rabbi erfolglos nach Geld schnorrt. Nach eineinhalb Tagen beschließt Rabbi, dass sie abreisen müssen, und lehnt Satchels Bitte ab, Rabbit mitzunehmen. Satchel ist verärgert und erzählt Rabbi, dass er Geburtstag hat und sich ein Geschenk erhofft hat. Mit einem schlechten Gewissen geht Rabbi los, um einen Schokoriegel für Satchel zu suchen. Als sich ein Sturm zusammenbraut, fährt Rabbi zur Tankstelle. Dort stellt er fest, dass der Besitzer getötet wurde und dass Calamita Omie verwundet und in die Enge getrieben hat. Es kommt zu einer Schießerei, die unterbrochen wird, als ein plötzlicher Tornado die Tankstelle aufsaugt und Rabbi, Calamita und Omie tötet. Am nächsten Morgen wacht Satchel auf (die Folge jetzt in Farbe) und stellt fest, dass Rabbi nicht zurückgekehrt ist. Mit Rabbis Pistole bewaffnet, verlässt er mit Rabbit die Pension und geht die Straße hinunter.

#### Folge 10
Die Cannon Limited und die Familie Fadda ziehen in den Krieg. Einige Monate vergehen, und 1951 ist die Gewalt außer Kontrolle geraten. Odis versucht, sein Leben zurückzuerobern, und verhaftet Josto, Gaetano und einige andere. Loy, der den Krieg verliert, bittet seinen Schwager, den ländlichen Mafioso Happy, um Hilfe. Happy und Leon verraten Loy jedoch schnell, indem sie eine Vereinbarung mit Josto treffen, um Loy zu töten und die Cannon Limited unter den Faddas zu führen. Odis kommt in seiner Wohnung an und findet sie durchwühlt vor. Er versucht zu fliehen, aber Josto und Gaetano stellen ihn in seinem Auto. Da er sich nicht wehren kann, akzeptiert er sein Schicksal und Gaetano erschießt ihn. Als Gaetano von Odis Auto wegrennt, stolpert er und fällt, wobei er versehentlich seine Waffe abfeuert und sich selbst tötet. Josto flieht vom Tatort. Oraetta, die Ethelrida töten und Donatellos Ring zurückbekommen will, schleicht sich in ihr Schlafzimmer, aber der Geist von Theodore Roach erscheint und verscheucht sie. Sie kehrt nach Hause zurück und findet die Polizei vor, die sie aufgrund der Aussage von Dr. Harvard verhaften will. Ethelrida arrangiert ein Treffen mit Loy, um einen Deal für das Geschäft ihrer Familie auszuhandeln. Sie überreicht ihm Donatellos Ring und den Beweis, dass er von Oraetta ermordet wurde, und behauptet, dies werde ihm helfen, seinen Krieg mit den Faddas zu gewinnen.

#### Folge 11
Nach seinem Treffen mit Ethelrida gibt Loy den Smutnys ihr Bestattungsunternehmen zurück. Josto, der nach Gaetanos Tod betrunken ist, ermordet aus Rache den Vater seiner Verlobten, Milvin Gillis, und den wieder genesenen Dr. Harvard. Loy trifft sich mit Violante und gibt sowohl den Ring des älteren Faddas als auch Zero zurück. Die beiden treffen eine Abmachung, um den Krieg zu beenden. Loy lässt dann Happy und Leon für ihren Verrat töten. Ein verkaterter Josto wird in einem Scheintribunal von Violante und dem Rest der Fadda-Bande konfrontiert, die behaupten, Josto habe gegen die Interessen der Familie gehandelt. Oraetta, die von Violante gegen Kaution aus dem Gefängnis geholt wurde, behauptet, Josto habe sie indirekt zum Mord an Donatello angestiftet, und sagt über ihre und Jostos Beziehung danach aus. In Anbetracht der Tatsache, dass Oraetta Donatellos Ring hatte und Gaetanos ungeklärter Tod, kommt Violante zu dem Schluss, dass Josto sich mit Oraetta verschworen hat, um seinen Vater und Bruder zu töten, um mehr Macht zu erlangen, und erklärt, dass die Tage der Faddas als Familienunternehmen gezählt sind. Mit dem Segen New Yorks übernimmt Violante die Kontrolle über das gesamte Unternehmen, das er zu modernisieren gedenkt. Joe Bulo treibt Josto und Oraetta auf ein Feld und richtet sie beide hin. Loy kehrt mit seiner Familie nach Hause zurück und ist überglücklich, dass Satchel zurückgekehrt ist. Damit ist der Krieg beendet. Loy ist schockiert, als er erfährt, dass Violante „kleine Änderungen“ an ihrem Friedensabkommen vorgenommen hat; die Hälfte der Geschäfte der Cannon Limited wird unter italienischer Kontrolle stehen. Besiegt kehrt Loy nach Hause zurück, findet aber das Glück, dass seine Familie wieder vereint ist. Als er vor der Haustür verweilt und sie freudig durch ein Fenster beobachtet, wird er plötzlich von der rachsüchtigen Zelmare niedergestochen. Satchel wird Zeuge des Angriffs und begibt sich an die Seite seines Vaters, als dieser stirbt. Die Folge endet damit, dass Ethelrida ihren stolzen Eltern ihren Bericht über die amerikanische Geschichte vorträgt. Während des Abspanns wird enthüllt, dass Satchel zu Mike Milligan heranwächst, einem Mitglied von Violantes neuer, größerer Kansas City Mafia.

### Hintergrund
Wie die erste Staffel sollen auch alle noch folgenden Staffeln in sich geschlossene Erzählungen sein und nur bedingt aufeinander Bezug nehmen.
Der Vorspann jeder Episode enthält denselben Hinweis, dass die Handlung auf einer wahren Geschichte basiert, wie der Film. Tatsächlich ist die Handlung aber – ebenso wie die des Films – frei erfunden. Der in der ersten Staffel durchgehend beibehaltene Hinweis, die Ereignisse hätten sich 2006 abgespielt, ist insofern falsch, als es ab Folge 8 einen Zeitsprung um ein Jahr gibt.

## Besetzung und Synchronisation
Für die deutsche Synchronisation der ersten Staffel ist die Synchronfirma Studio Funk GmbH & Co. KG in Hamburg unter dem Dialogbuch von Jesse Grimm und der Dialogregie von Florian Kühne verantwortlich. Für die zweite und dritte Staffel ist dafür die Berliner Synchron GmbH unter dem Dialogbuch und -regie von Werner Böhnke verantwortlich. Ab der vierten Staffel übernahm die Studio Hamburg Synchron GmbH. Dialogbuch und -regie der vierten Staffel stammten von Wolfgang Müller. Die fünfte Staffel entstand nach einem Dialogbuch von Andreas Pollak und unter der Dialogregie von Navid Abri.

### Staffel 1

Hauptdarsteller
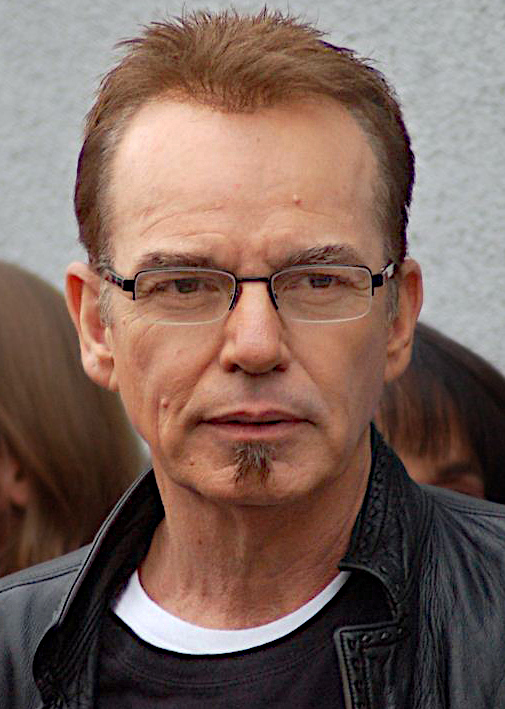
Billy Bob Thornton (2012)
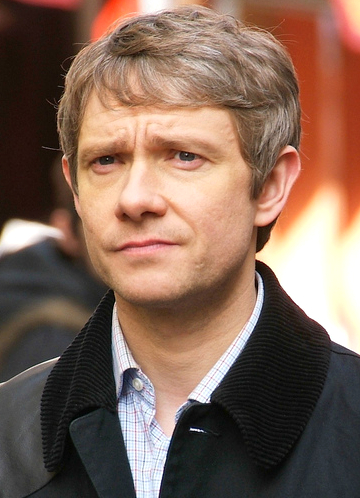
Martin Freeman (2011)
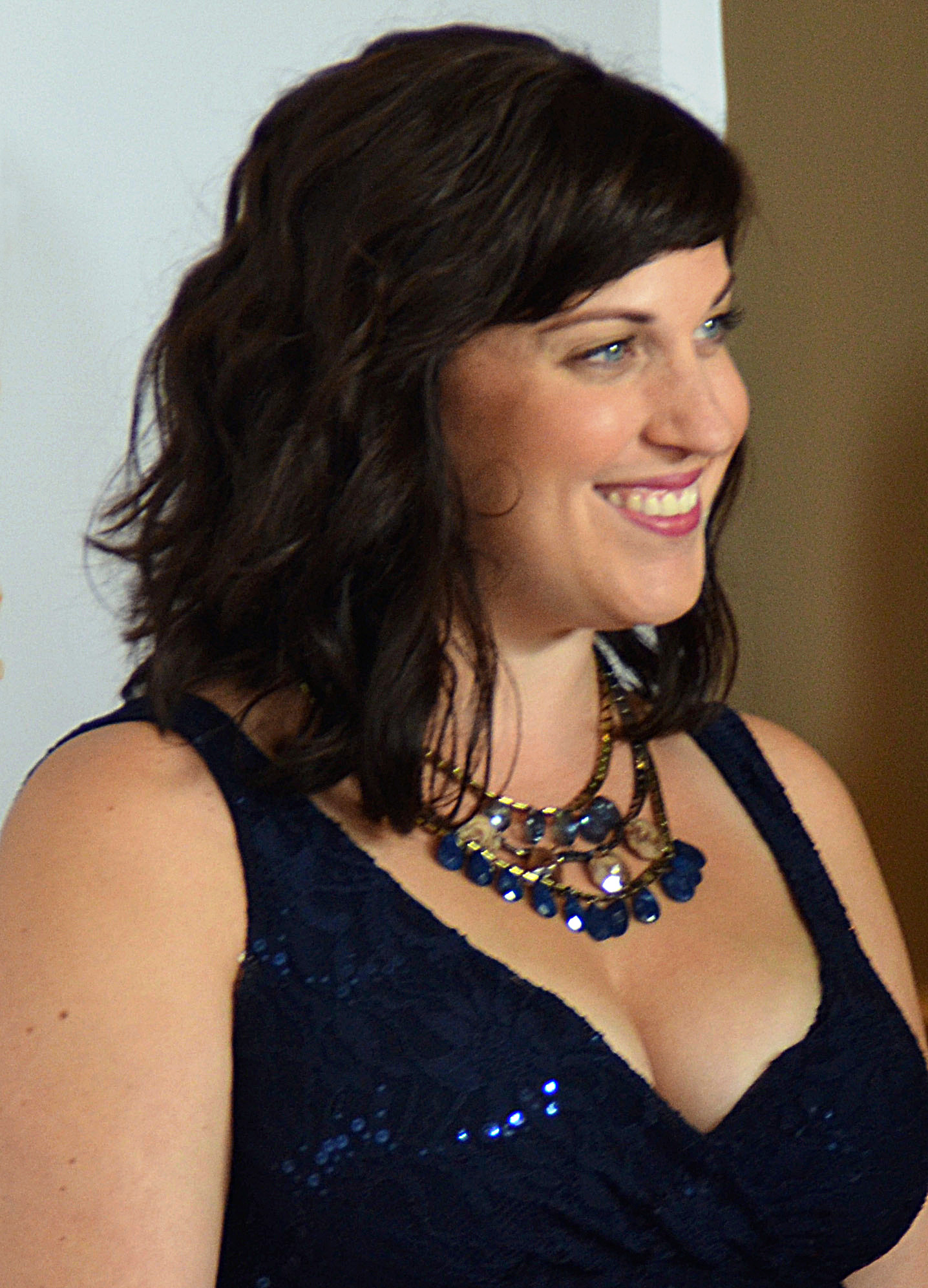
Allison Tolman (2014)
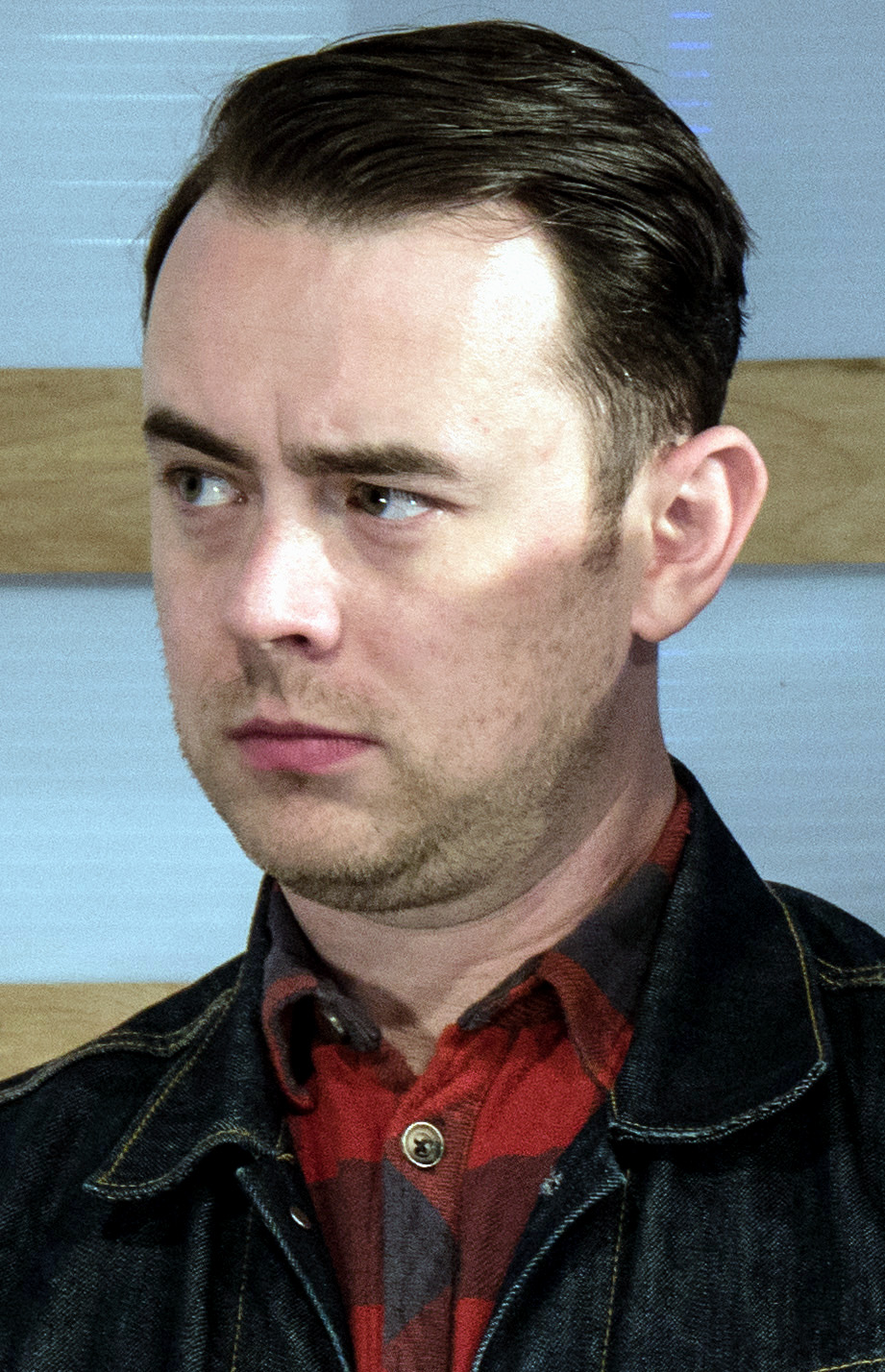
Colin Hanks (2015)

| Rolle           | Schauspieler       | Hauptrolle (Episoden) | Nebenrolle (Episoden)            | Synchronsprecher      |
| --------------- | ------------------ | --------------------- | -------------------------------- | --------------------- |
| Lorne Malvo     | Billy Bob Thornton | 1.01–1.10             |                                  | Stephan Benson        |
| Lester Nygaard  | Martin Freeman     | 1.01–1.10             |                                  | Michael Lott          |
| Molly Solverson | Allison Tolman     | 1.01–1.10             | 2.10                             | Kristina von Weltzien |
| Gus Grimly      | Colin Hanks        | 1.01–1.10             | 2.10                             | Christian Stark       |
| Bill Oswalt     | Bob Odenkirk       |                       | 1.01–1.05, 1.07–1.10             | Reent Reins           |
| Greta Grimly    | Joey King          |                       | 1.01–1.03, 1.05, 1.07–1.10, 2.10 | Florentine Draeger    |
| Lou Solverson   | Keith Carradine    |                       | 1.01–1.04, 1.07–1.10, 2.10       | Bernd Stephan         |
| Gina Hess       | Kate Walsh         |                       | 1.01, 1.03, 1.07–1.08            | Marion von Stengel    |
| Mickey Hess     | Atticus Mitchell   |                       | 1.01, 1.03, 1.08                 | Tim Kreuer            |
| Moe Hess        | Liam Green         |                       | 1.01, 1.03, 1.08                 | Flemming Stein        |
| Ida Thurman     | Julie Ann Emery    |                       | 1.01–1.02, 1.05, 1.08            | Merete Brettschneider |
| Bo Munk         | Tom Musgrave       |                       | 1.01–1.03, 1.07–1.08             | Mark Bremer           |
| Kitty Nygaard   | Rachel Blanchard   |                       | 1.01–1.02, 1.08–1.10             | Mareike Fell          |
| Chaz Nygaard    | Joshua Close       |                       | 1.01–1.04, 1.06–1.07             | Martin Lohmann        |
| Linda Park      | Susan Park         |                       | 1.01, 1.03, 1.08–1.10            | Esra Vural            |
| Mr. Wrench      | Russell Harvard    |                       | 1.02–1.08                        |                       |
| Mr. Numbers     | Adam Goldberg      |                       | 1.02–1.06                        | Clemens Gerhard       |
| Stavros Milos   | Oliver Platt       |                       | 1.02–1.06                        | Holger Mahlich        |
| Don Chumph      | Glenn Howerton     |                       | 1.02–1.06                        | Oliver Böttcher       |
| Deputy Knudsen  | Gary Valentine     |                       | 1.04–1.08, 1.10                  | Robert Missler        |
| Webb Pepper     | Jordan Peele       |                       | 1.07–1.10                        |                       |
| Bill Budge      | Keegan-Michael Key |                       | 1.07–1.10                        | Sascha Draeger        |

### Staffel 2

Hauptdarsteller
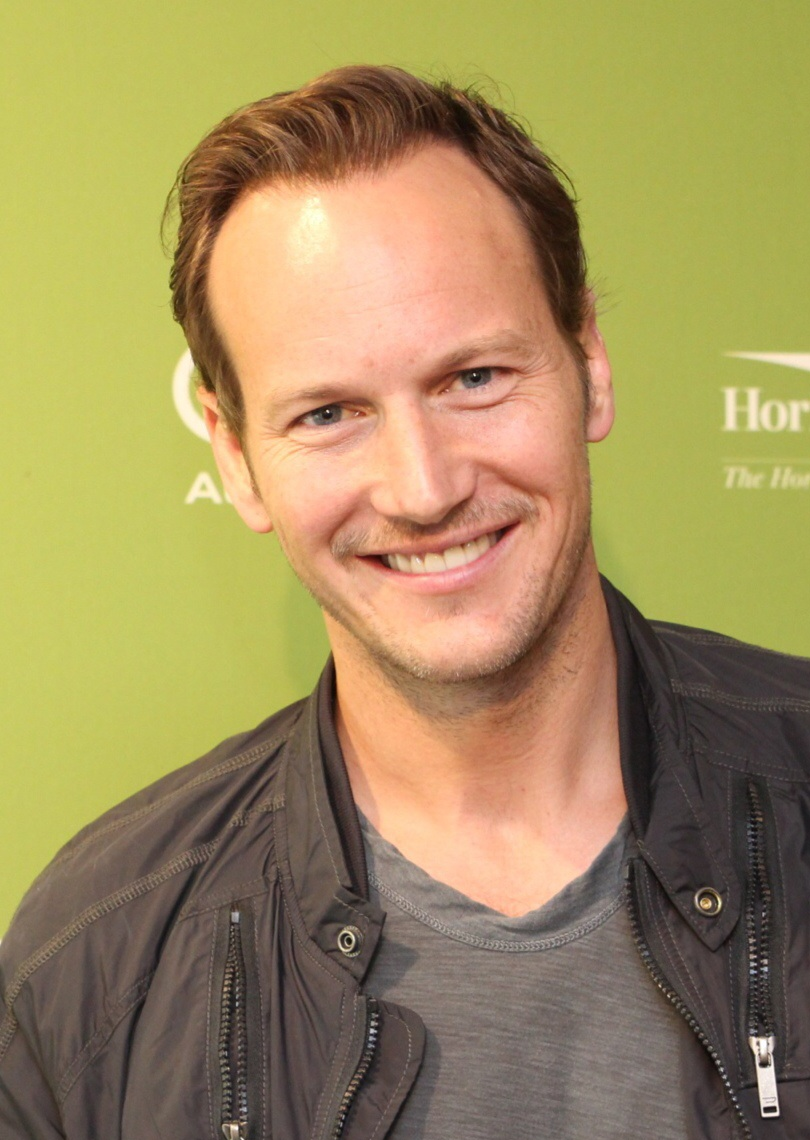
Patrick Wilson (2014)
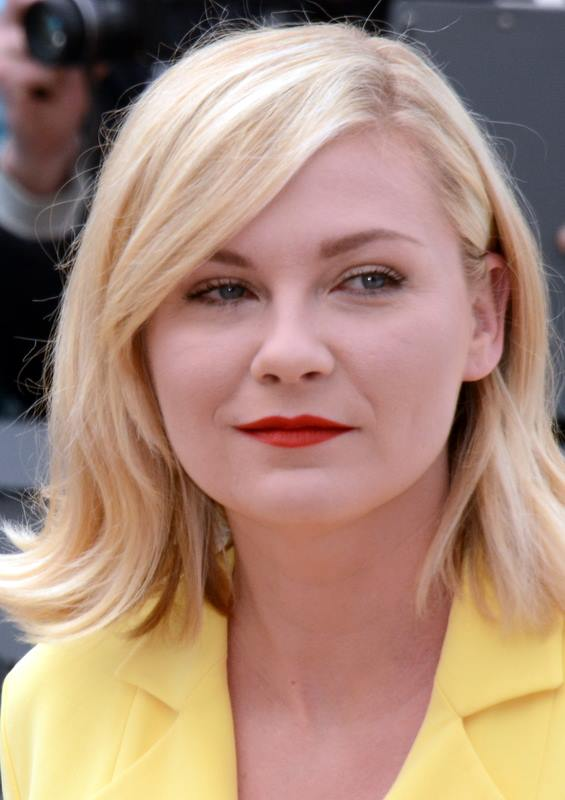
Kirsten Dunst (2016)
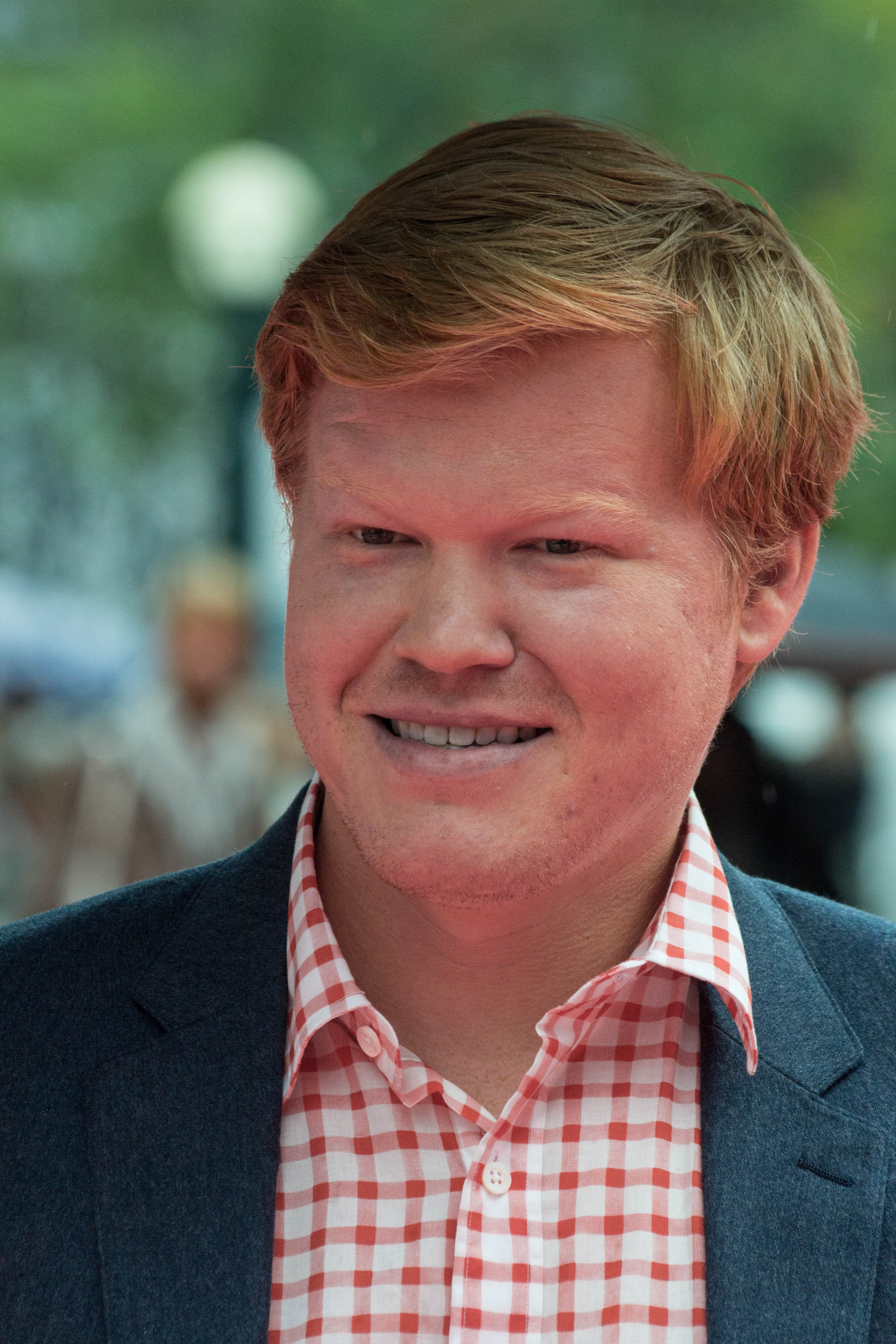
Jesse Plemons (2015)
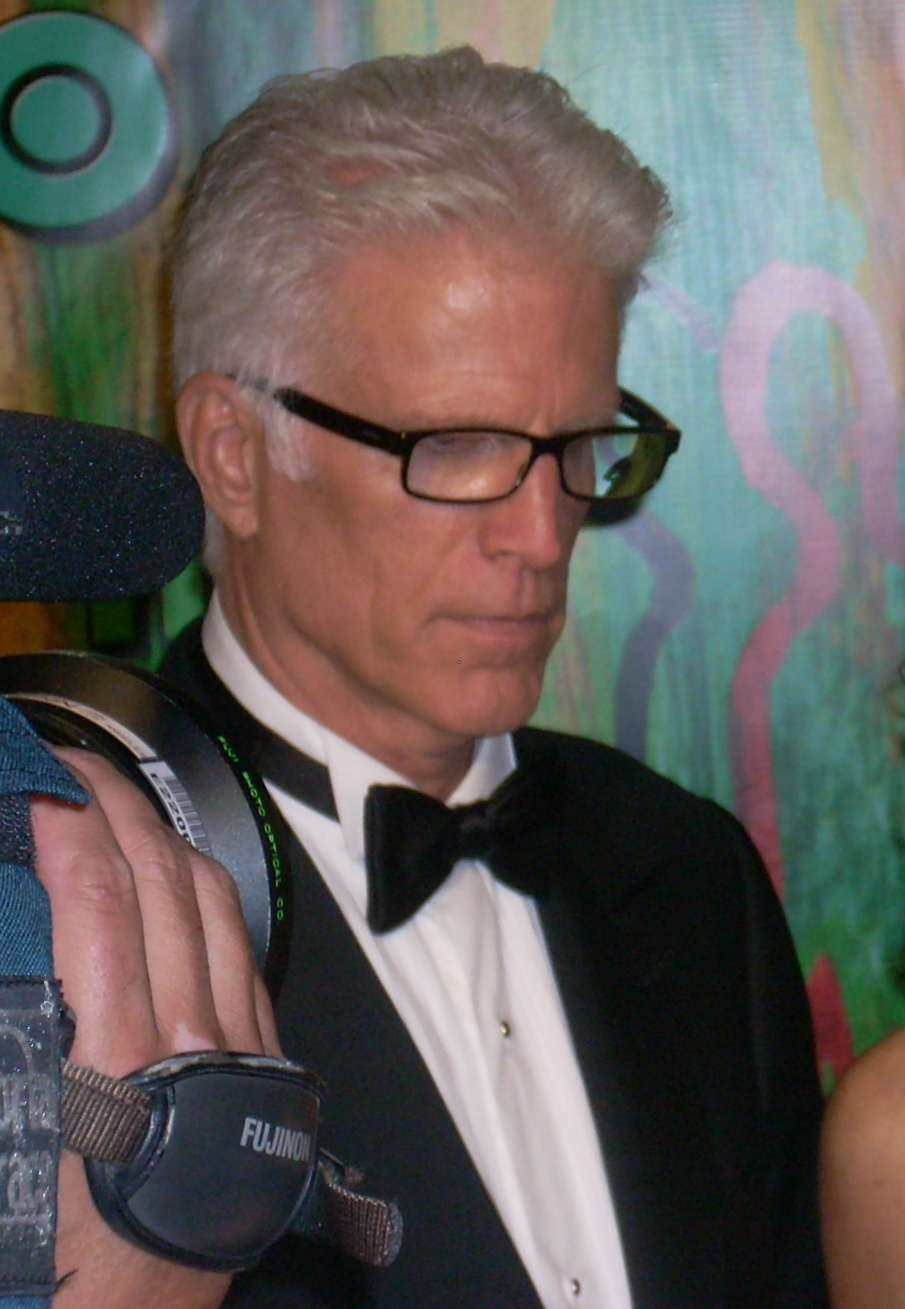
Ted Danson (2008)
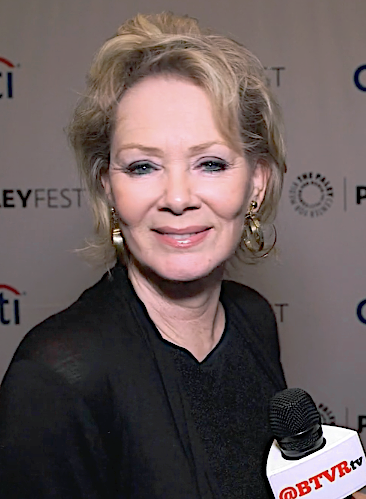
Jean Smart (2015)

| Rolle              | Schauspieler     | Hauptrolle (Episoden)    | Nebenrolle (Episoden)            | Synchronsprecher          |
| ------------------ | ---------------- | ------------------------ | -------------------------------- | ------------------------- |
| Lou Solverson      | Patrick Wilson   | 2.01–2.10                |                                  | Alexander Doering         |
| Peggy Blumquist    | Kirsten Dunst    | 2.01–2.06 (a), 2.08–2.10 |                                  | Marie Bierstedt           |
| Ed Blumquist       | Jesse Plemons    | 2.01–2.10                |                                  | Bastian Sierich           |
| Hank Larsson       | Ted Danson       | 2.01–2.10                |                                  | Peter Reinhardt           |
| Floyd Gerhardt     | Jean Smart       | 2.01–2.07 (b), 2.09–2.10 |                                  | Heike Schroetter          |
| Hanzee Dent        | Zahn McClarnon   |                          | 2.01–2.10                        | Jörg Pintsch              |
| Dodd Gerhardt      | Jeffrey Donovan  |                          | 2.01–2.06, 2.08, 2.10            | Werner Böhnke             |
| Bear Gerhardt      | Angus Sampson    |                          | 2.01–2.07, 2.09–2.10             | Klaus Lochthove           |
| Rye Gerhardt       | Kieran Culkin    |                          | 2.01                             | Arne Stephan              |
| Simone Gerhardt    | Rachel Keller    |                          | 2.02–2.07, 2.10                  | Sarah Alles               |
| Charlie Gerhardt   | Allan Dobrescu   |                          | 2.02–2.06                        | Marcel Mann               |
| Joe Bulo           | Brad Garrett     |                          | 2.01–2.05                        | Jan Spitzer               |
| Mike Milligan      | Bokeem Woodbine  |                          | 2.01–2.10                        | Sebastian Christoph Jacob |
| Gale Kitchen       | Brad Mann        |                          | 2.01–2.10                        |                           |
| Wayne Kitchen      | Todd Mann        |                          | 2.01–2.05                        |                           |
| Betsy Solverson    | Cristin Milioti  |                          | 2.01–2.07, 2.09–2.10             | Melanie Isakowitz         |
| Karl Weathers      | Nick Offerman    |                          | 2.01, 2.04–2.07                  | Andreas Hosang            |
| Ben Schmidt        | Keir O’Donnell   |                          | 2.03, 2.05, 2.07, 2.09, 2.10     | Dirk Müller               |
| Molly Solverson    | Raven Stewart    |                          | 2.01–2.03, 2.05, 2.07, 2.09–2.10 |                           |
| Constance Heck     | Elizabeth Marvel |                          | 2.02–2.05, 2.08                  | Cornelia Waibel           |
| Noreen Vanderslice | Emily Haine      |                          | 2.01–2.03, 2.05–2.07, 2.09, 2.10 | Friedel Morgenstern       |
| Sonny Greer        | Dan Beirne       |                          | 2.01, 2.04–2.07                  | Tim Sander                |
| Otto Gerhardt      | Michael Hogan    |                          | 2.01–2.04, 2.06, 2.10            | Uli Krohm                 |
| Ronald Reagan      | Bruce Campbell   |                          | 2.05, 2.08                       | Ronald Nitschke           |
| Erzähler           | Martin Freeman   |                          | 2.09                             | Marco Wittorf             |

### Staffel 3

Hauptdarsteller
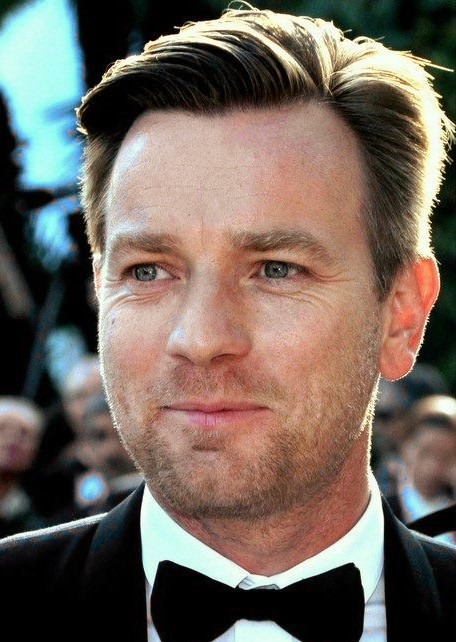
Ewan McGregor (2012)
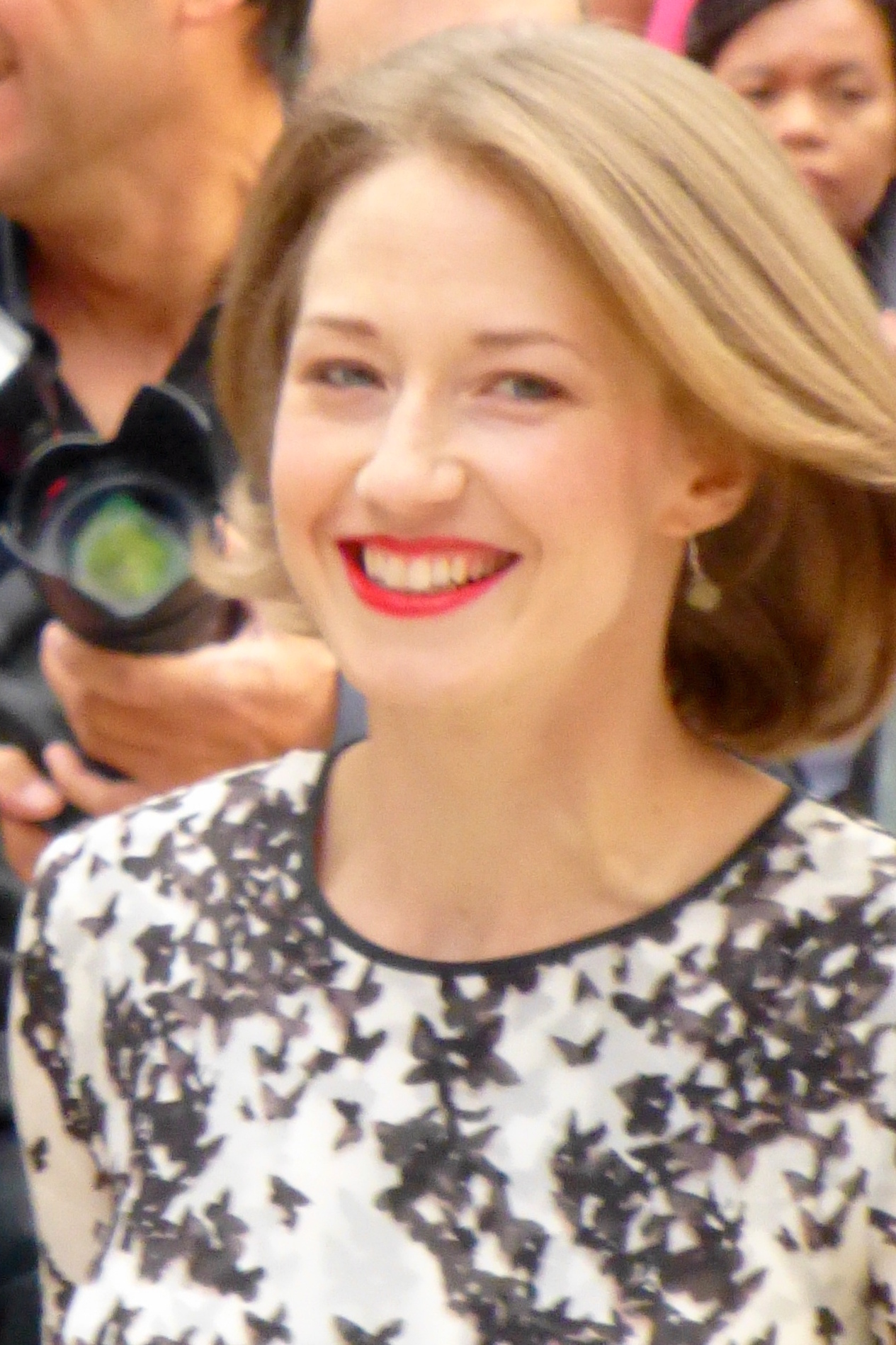
Carrie Coon (2013)
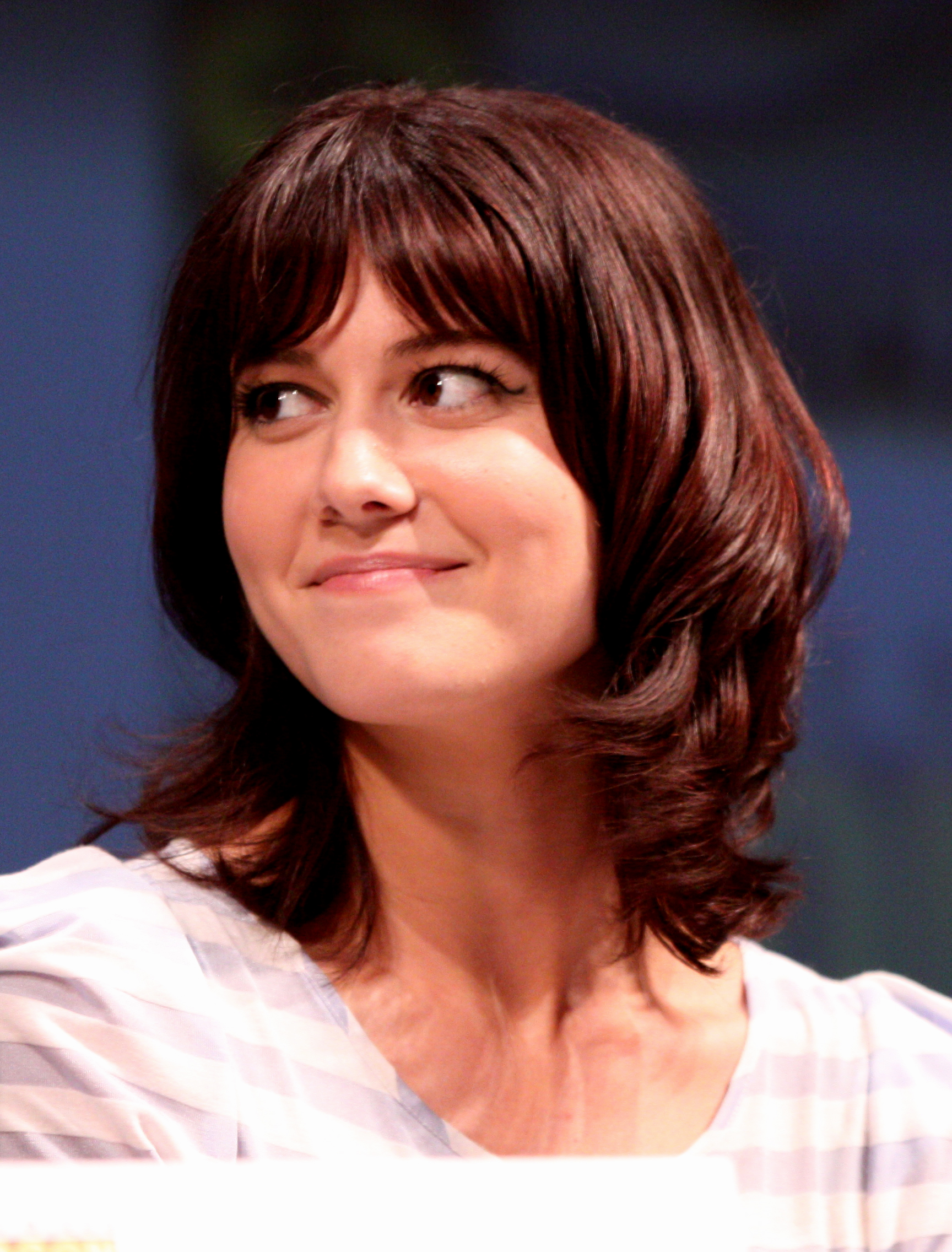
Mary Elizabeth Winstead (2010)
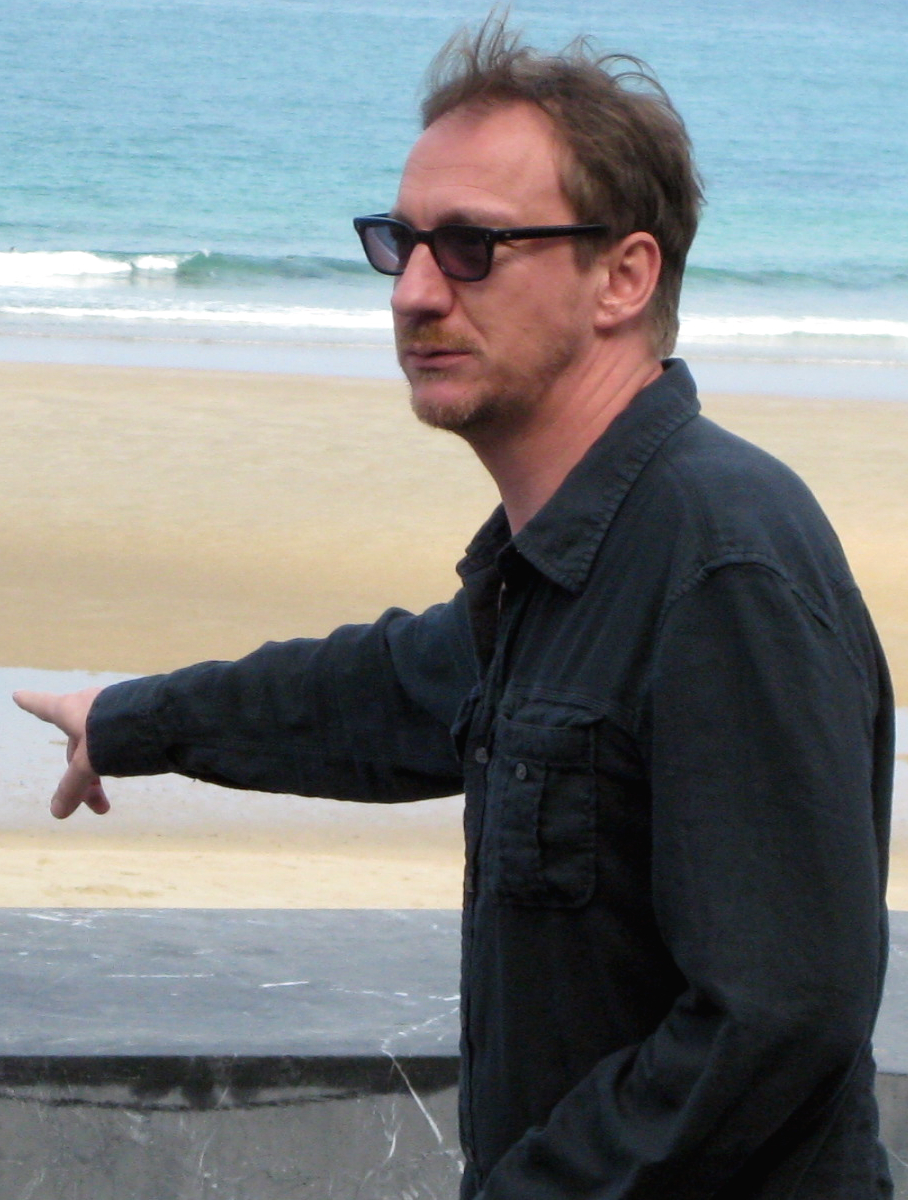
David Thewlis (2008)

| Rolle             | Schauspieler            | Hauptrolle (Episoden) | Nebenrolle (Episoden)        | Synchronsprecher     |
| ----------------- | ----------------------- | --------------------- | ---------------------------- | -------------------- |
| Emmit Stussy      | Ewan McGregor           | 3.01–3.10             |                              | Philipp Moog         |
| Ray Stussy        | Ewan McGregor           | 3.01–3.06             | 3.07                         | Philipp Moog         |
| Gloria Burgle     | Carrie Coon             | 3.01–3.10             |                              | Carmen Katt          |
| Nikki Swango      | Mary Elizabeth Winstead | 3.01–3.10             |                              | Tanya Kahana         |
| V.M. Varga        | David Thewlis           | 3.01–3.10             |                              | Frank Röth           |
| Yuri Gurka        | Goran Bogdan            | 3.01–3.08             |                              | Artur Weimann        |
| Sy Feltz          | Michael Stuhlbarg       |                       | 3.01–3.10                    | Axel Malzacher       |
| Donny Mashman     | Mark Forward            |                       | 3.02–3.05, 3.07–3.09         | Daniel Gärtner       |
| Maurice LeFay     | Scoot McNairy           |                       | 3.01                         | Robert Glatzeder     |
| Winnie Lopez      | Olivia Sandoval         |                       | 3.04–3.10                    | Nadine Heidenreich   |
| Larue Dollard     | Hamish Linklater        |                       | 3.05, 3.06, 3.09, 3.10       | Jörg Hengstler       |
| Mr. Wrench        | Russell Harvard         |                       | 3.07–3.10                    |                      |
| Moe Dammick       | Shea Whigham            |                       | 3.02, 3.04, 3.05, 3.07, 3.09 | Michael Deffert      |
| Meemo             | Andy Yu                 |                       | 3.02, 3.04, 3.05–3.10        | Jörn Linnenbröker    |
| Golem             | DJ Qualls               |                       | 3.07–3.08                    | Bernd Egger          |
| Thaddeus Mobley   | Thomas Mann             |                       | 3.03                         | Johannes Walenta     |
| Paul Marrane      | Ray Wise                |                       | 3.03, 3.08                   | Klaus-Dieter Klebsch |
| Ruby Goldfarb     | Mary McDonnell          |                       | 3.05, 3.07, 3.09, 3.10       | Kornelia Boje        |
| Stella Stussy     | Linda Kash              |                       | 3.01, 3.04, 3.05, 3.10       | Silvia Mißbach       |
| Horst Lagerfeld   | Sylvester Groth         |                       | 3.01                         | Sylvester Groth      |
| Jakob Ungerleider | Fabian Busch            |                       | 3.01                         | Fabian Busch         |
| Erzähler          | Billy Bob Thornton      |                       | 3.04                         | Joachim Tennstedt    |

### Staffel 4

Darsteller
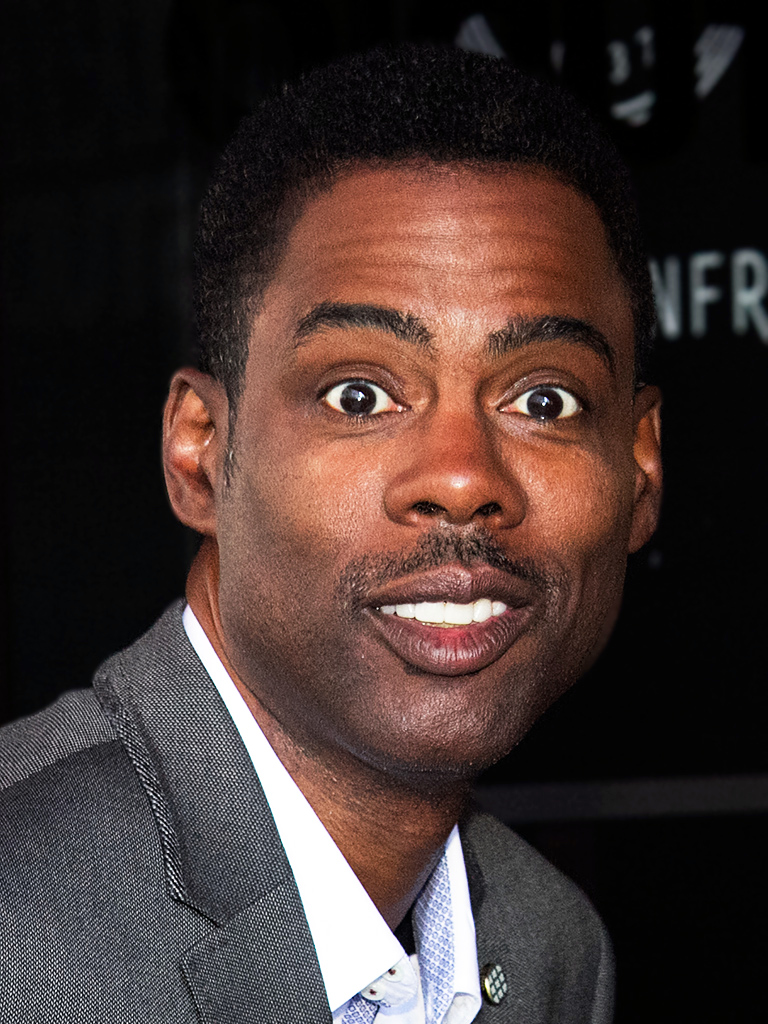
Chris Rock (2014)
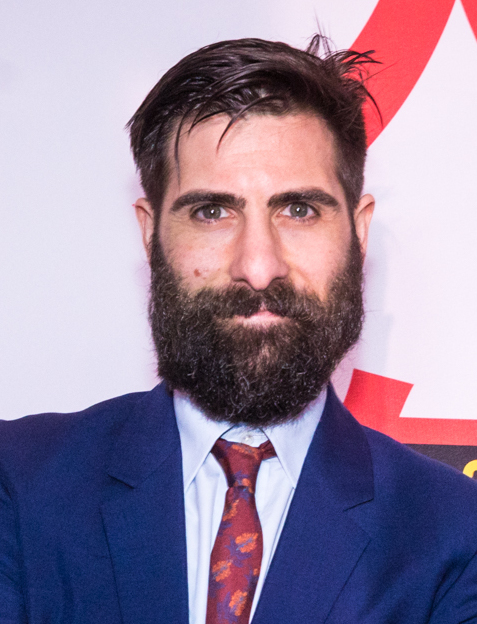
Jason Schwartzman (2018)
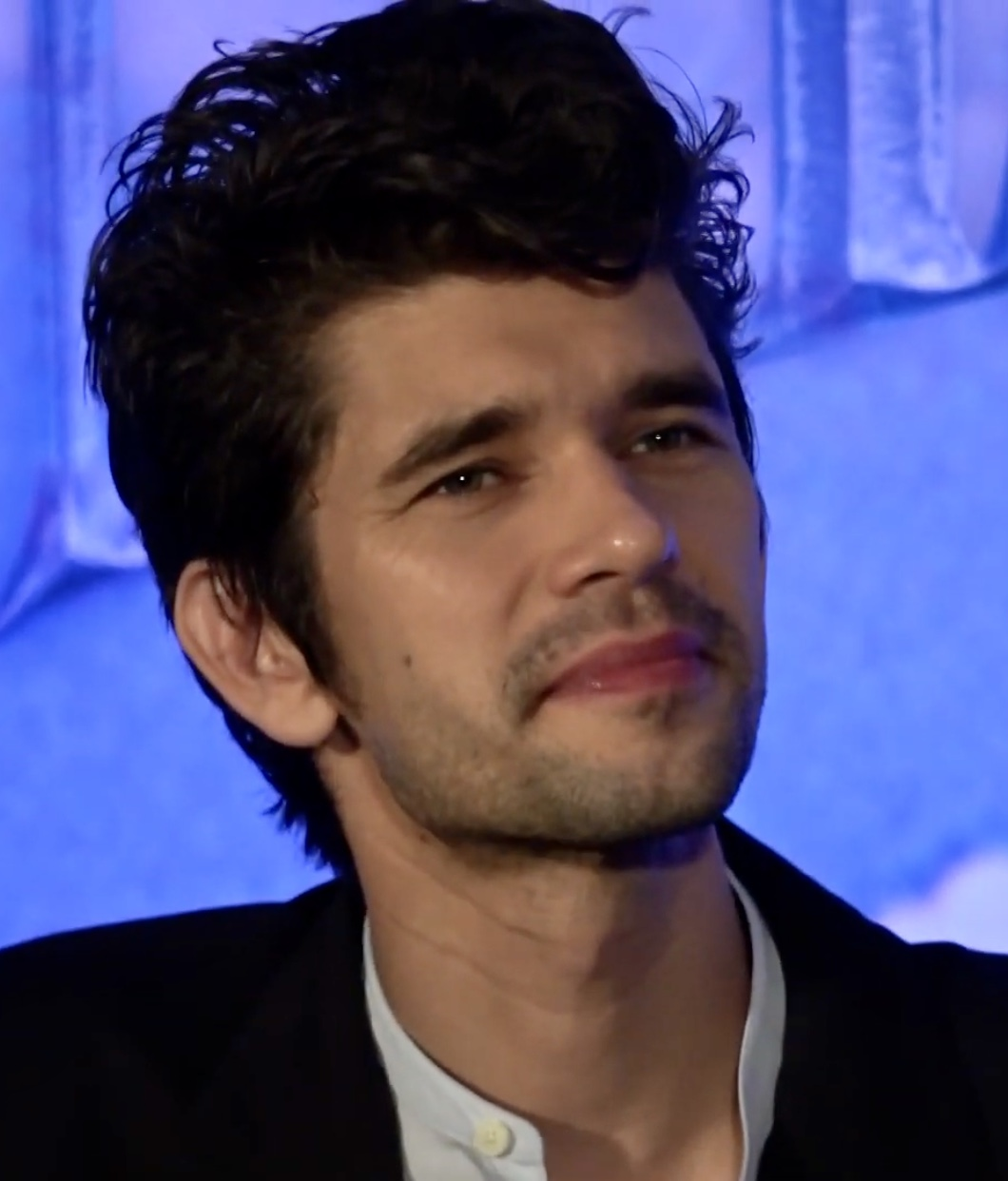
Ben Whishaw (2018)
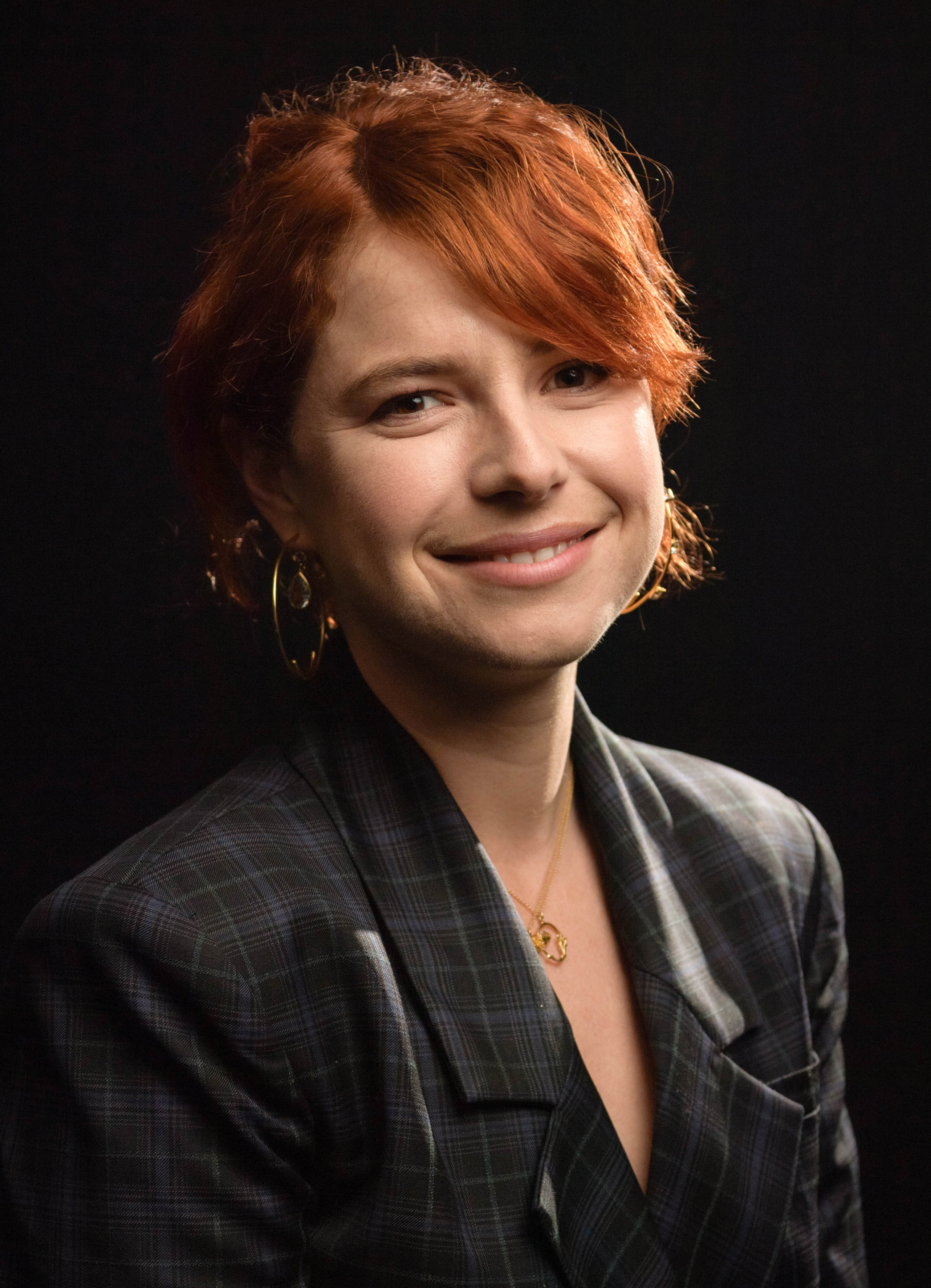
Jessie Buckley (2019)

| Rolle                 | Schauspieler      | Hauptrolle (Episoden) | Nebenrolle (Episoden) | Synchronsprecher     |
| --------------------- | ----------------- | --------------------- | --------------------- | -------------------- |
| Loy Cannon            | Chris Rock        | 4.01–4.11             |                       | Oliver Rohrbeck      |
| Josto Fadda           | Jason Schwartzman | 4.01–4.11             |                       | Norman Matt          |
| Buel                  | J. Nicole Brooks  |                       | 4.01–4.02, 4.05       | Antje Thiele         |
| Rabbi Milligan        | Ben Whishaw       |                       | 4.01–4.06, 4.09       | Tobias Nath          |
| Omie Sparkman         | Corey Hendrix     |                       | 4.01–4.06, 4.09       | Marios Gavrilis      |
| Thurman Smutny        | Andrew Bird       |                       | 4.01–4.06, 4.10–4.11  | Matthias Deutelmoser |
| Leon Bittle           | Jeremie Harris    |                       | 4.01–4.07, 4.10–4.11  | Tobias Schmidt       |
| Dick „Deafy“ Wickware | Timothy Olyphant  |                       | 4.02–4.08             | Sven Gerhardt        |
| Oraetta Mayflower     | Jessie Buckley    |                       | 4.01–4.11             |                      |

### Staffel 5

Darsteller
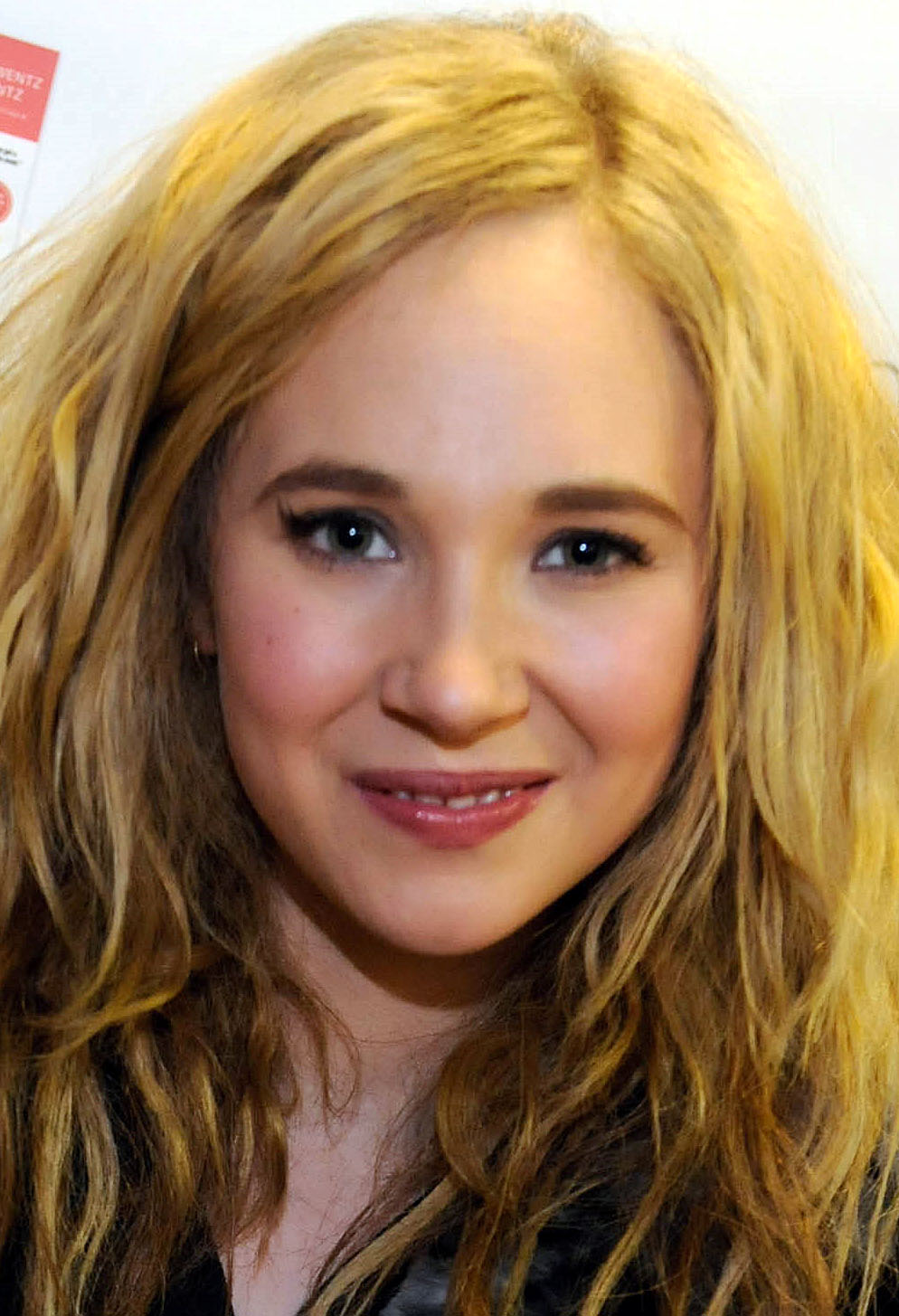
Juno Temple (2011)
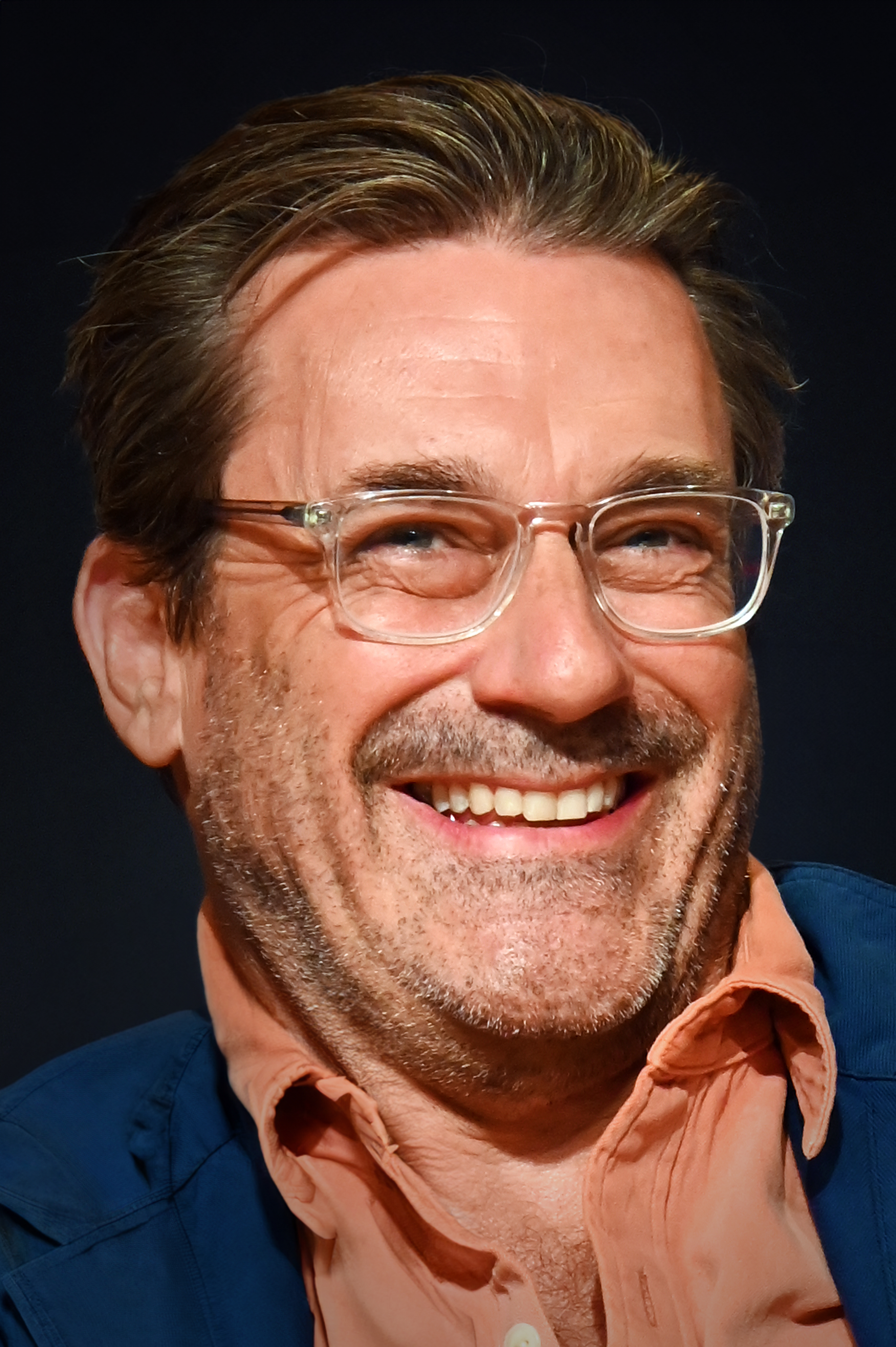
Jon Hamm (2024)
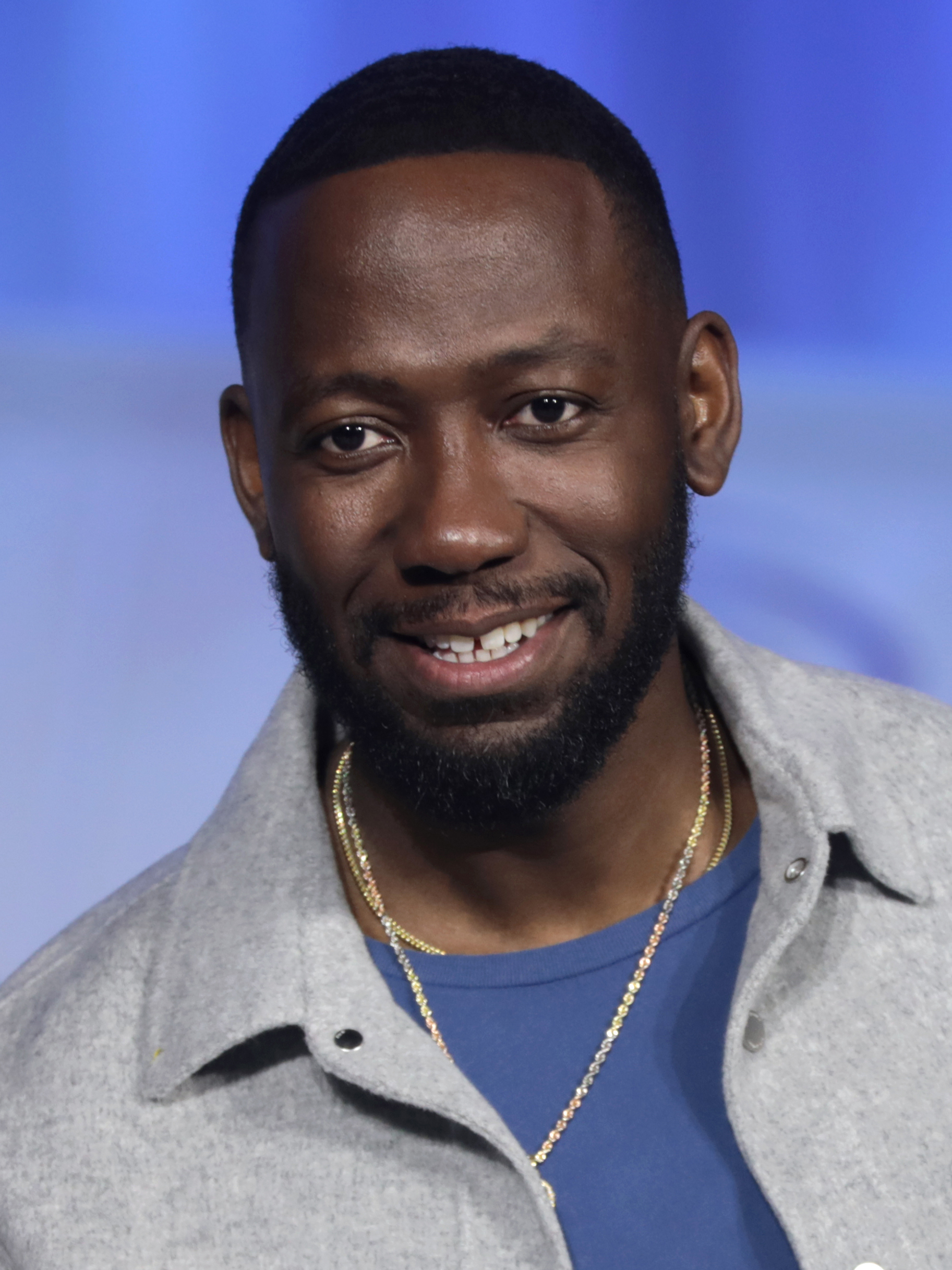
Lamorne Morris (2022)
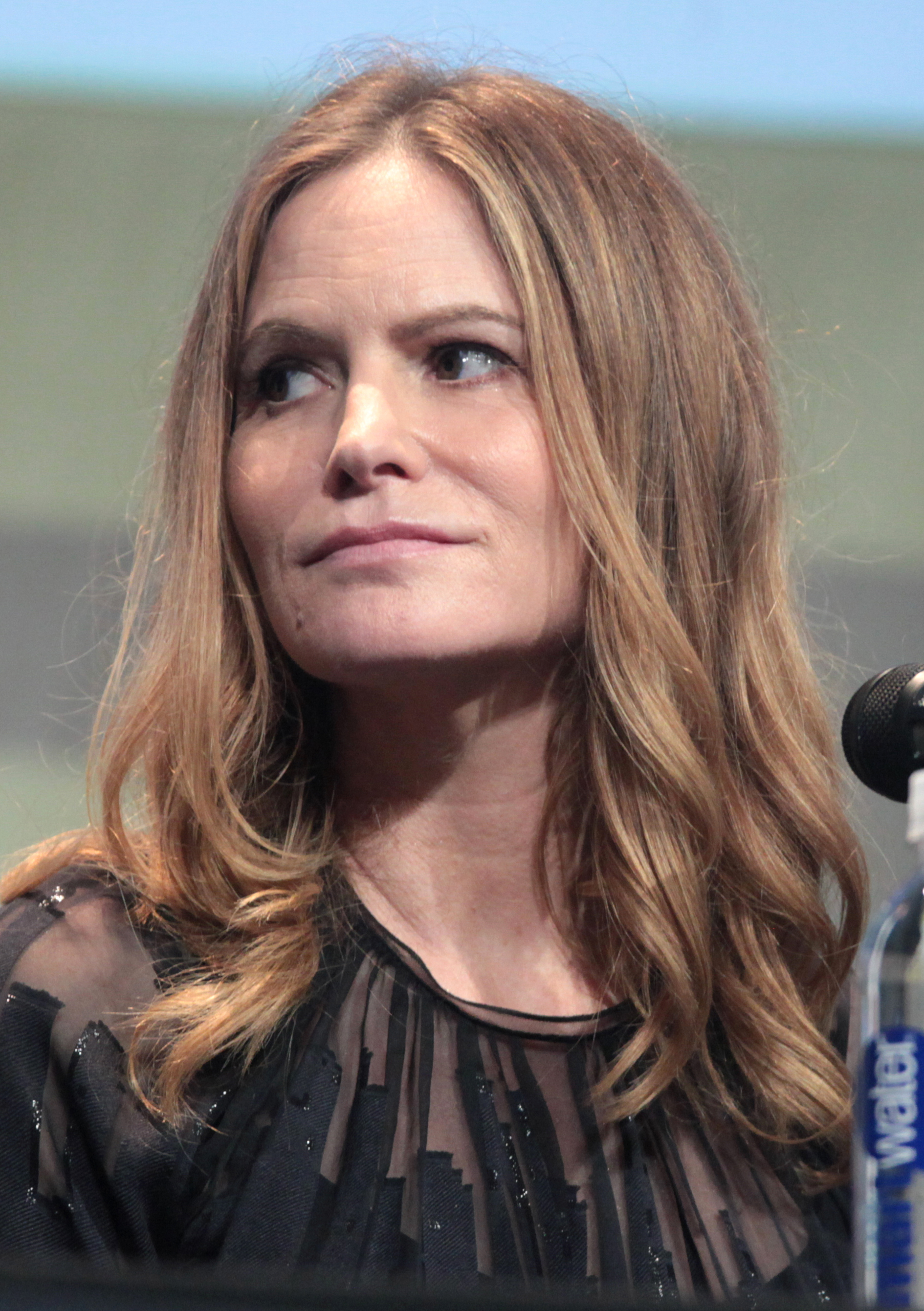
Jennifer Jason Leigh (2015)

| Rolle                               | Schauspieler         | Hauptrolle (Episoden) | Nebenrolle (Episoden)           | Synchronsprecher        |
| ----------------------------------- | -------------------- | --------------------- | ------------------------------- | ----------------------- |
| Dorothy „Dot“ Lyon / Nadine Tillman | Juno Temple          | 5.01–5.10             |                                 | Kaya Marie Möller       |
| Lorraine Lyon                       | Jennifer Jason Leigh | 5.01–5.10             |                                 | Alexandra Ludwig        |
| Wayne Lyon                          | David Rysdahl        | 5.01–5.07, 5.09–5.10  |                                 | Dirk Petrick            |
| Gator Tillman                       | Joe Keery            | 5.01–5.10             |                                 | Tim Schwarzmaier        |
| Whitley „Witt“ Farr                 | Lamorne Morris       | 5.01–5.04, 5.08–5.10  |                                 | Tino Mewes              |
| Indira Olmstead                     | Richa Moorjani       | 5.01–5.06, 5.08–5.10  |                                 | Flavia Vinzens          |
| Ole Munch                           | Sam Spruell          | 5.01–5.04, 5.06–5.10  |                                 | Marco Kröger            |
| Danish Graves                       | Dave Foley           | 5.01–5.06, 5.08–5.09  |                                 |                         |
| Scotty Lyon                         | Sienna King          | 5.01–5.07, 5.09–5.10  |                                 | Josephine Hoffmann      |
| Sheriff Roy Tillman                 | Jon Hamm             | 5.01–5.10             |                                 | Sascha Rotermund        |
| Lars Olmstead                       | Lukas Gage           |                       | 5.01, 5.05, 5.06, 5.08          | Tobias John von Freyend |
| Tony Joaquin                        | Nick Gomez           |                       | 5.02, 5.04–5.06, 5.09–5.10      | Jaron Löwenberg         |
| Agent Meyer                         | Jessica Pohly        |                       | 5.02, 5.04–5.06, 5.09–5.10      | Susanne Szell           |
| Karen Tillman                       | Rebecca Liddiard     |                       | 5.01, 5.03, 5.06, 5.08–5.10     |                         |
| Odin Little                         | Michael Copeman      |                       | 5.03, 5.08–5.10                 | Rainer Gerlach          |
| Jerome                              | Kudjo Fiakpui        |                       | 5.01–5.02, 5.04–5.06            | Johann Fohl             |
| Wink Lyon                           | Jan Bos              |                       | 5.01, 5.06                      | Viktor Neumann          |
| Mick Thigpen                        | James Madge          |                       | 5.01                            | Thomas Schmuckert       |
| Bowman                              | Conrad Coates        |                       | 5.01–5.02, 5.04–5.06, 5.08–5.09 | Samuel Zekarias         |
| Brandy                              | Sally Bishop         |                       | 5.04                            |                         |
| Pace                                | Erik Ermantrout      |                       | 5.01–5.04, 5.08                 |                         |
| Lemley                              | Stephen Joffe        |                       | 5.01–5.04                       |                         |
| Irma                                | Clare Coulter        |                       | 5.03–5.04, 5.07                 | Eva-Maria Werth         |
| Jordan Seymore                      | Steven McCarthy      |                       | 5.04–5.06                       | Armin Schlagwein        |
| Captain Muscavage                   | Paul McGillion       |                       | 5.03–5.04                       | Tobias Lelle            |

## Bedeutungen der Episodentitel
Alle Episodentitel der ersten Staffel beziehen sich entweder auf Kōans, Parabeln oder Paradoxien. In der zweiten Staffel beziehen sich die Episodentitel wiederum auf künstlerische Werke des 19. und 20. Jahrhunderts: Literarische Werke, grafische Werke und Theaterstücke.
Die nachfolgenden Erläuterungen beziehen sich auf die englischen Originaltitel.

### Staffel 1
- Folge 1 – The Crocodile's Dilemma bezieht sich auf ein Paradoxon, das im deutschsprachigen Raum als Krokodilschluss bekannt ist.[11]
- Folge 2 – The Rooster Prince bezieht sich auf eine jüdische Parabel von Rabbi Nachman von Brazlaw[12] und handelt von einem Prinzen, der glaubt, er sei ein Truthahn und sich auch so verhält, nackt unter dem Esszimmertisch sitzend und sich von den Krumen und Knochen ernährend, die auf den Boden fallen. Niemand kann ihn davon abbringen, bis ein weiser Mann erscheint, der ihn davon überzeugt, dass er auch als Truthahn in die Rolle eines Prinzen schlüpfen kann, sodass er nach einiger Zeit wieder geheilt ist. Im deutschsprachigen Raum ist die Parabel als „[Erzählung] Vom Truthahn“ bekannt.[13]
- Folge 3 – A Muddy Road bezieht sich auf das Zen-Kōan „[Die] Schmutzige Straße“.[14][15][16]
- Folge 4 – Eating the Blame bezieht sich auf das gleichnamige Zen-Kōan[17], das im deutschsprachigen Raum u. a. als „Der Schlangenkopf“[18] oder „Die Schlange schlucken“[19] bekannt ist. Ein Koch hatte sich nicht rechtzeitig vorbereitet, er sollte aber für einen Zen-Meister und seine Schüler eine Mahlzeit zubereiten. Er ging schnell in den Garten, schnitt Gemüsepflanzen ab und machte daraus eine Suppe. Unbemerkt und in voller Eile tat er aber auch kleingehackte Stücke einer Schlange in die Suppe. Die Schüler waren von der Suppe begeistert, aber der Zen-Meister fand in seiner Suppe den Kopf der Schlange. Der Zen-Meister rief den Koch herbei und fragte den Koch, „Was ist das?“. Der Koch antwortete „Ich danke Euch, Meister“, nahm den Schlangenkopf und aß ihn schnell auf.
- Folge 5 – The Six Ungraspables bezieht sich auf ein Zen-Kōan von Yúnmén Wényǎn und das buddhistische Konzept des Dharmakāya – die fünf Sinne und der Geist.[20][21]
- Folge 6 – Buridan's Ass bezieht sich auf ein Paradoxon, im deutschsprachigen Raum auch als Buridans Esel bekannt.[22]
- Folge 7 – Who Shaves the Barber? bezieht sich auf das Barbier-Paradoxon.[23]
- Folge 8 – The Heap bezieht sich auf die Paradoxie des Haufens.[24]
- Folge 9 – A Fox, a Rabbit, and a Cabbage bezieht sich auf eine Variante des Flussüberquerungsrätsels, im deutschsprachigen Raum besser bekannt als Wolf, Ziege und Kohlkopf.[25]
- Folge 10 – Morton’s Fork bezieht sich auf ein Dilemma, das im deutschsprachigen Raum als Mortons Gabel bekannt ist. Mortons Gabel ist eine Situation, in der man zwischen zwei unangenehmen Dingen wählen muss, wobei die zwei widersprüchlichen Argumente zum gleichen unangenehmen Ende führen.[26][27] In der gleichnamigen Episode wird Lester mit Mortons Gabel konfrontiert, als er vor der Polizei flieht und sich auf den zugefrorenen See begibt. Wenn Lester sich geschlagen gibt, wird er verhaftet und zu einer langen Haftstrafe verurteilt. Wenn Lester sich aber weiterhin auf dem gefrorenen See aufhält und vor der Staatsgewalt flieht, wird er durch die dünne Eisdecke in den See einbrechen und ertrinken. So oder so wird Lester für sein Handeln bestraft.[28]

### Staffel 2
- Folge 1 – Waiting for Dutch bezieht sich auf das Theaterstück Warten auf Godot von Samuel Beckett, in der zwei Figuren auf eine Person namens Godot warten, die während der Wartezeit einen Dialog führen. Dutch ist Ronald Reagans Spitzname. In der ersten Szene der Episode frieren die Schauspieler und sind verärgert, da sie auf Reagan warten müssen, bis er mit seinem Make-up fertig ist, damit eine Szene für den fiktiven Western-Film „Massacre at Sioux Falls“ gedreht werden kann.
- Folge 2 – Before the Law bezieht sich auf den Prosatext Vor dem Gesetz von Franz Kafka.[29] Die Handlung besteht darin, dass ein „Mann vom Land“ vergeblich versucht, den Eintritt in das Gesetz zu erlangen, das von einem Türhüter bewacht wird.
- Folge 3 – The Myth of Sisyphus bezieht sich auf das philosophische Essay Der Mythos des Sisyphos von Albert Camus, über die menschliche Existenz als hoffnungslose Absurdität. In einer Szene ist zu sehen, dass Eds Kollegin Noreen das Essay von Camus in den Händen hält und liest. Zudem erzählt Ed in der sechsten Episode in einer lustigen und nicht-selbstbewussten Art und Weise über die mythologische Figur des Sisyphos, als er von Lou verhört wird. Er interpretiert sein Handeln in Camus Vision des Sisyphos.
- Folge 4 – Fear and Trembling bezieht sich auf die philosophische Abhandlung Furcht und Zittern von Søren Kierkegaard.[30]
- Folge 5 – The Gift of the Magi bezieht sich auf die Kurzgeschichte Das Geschenk der Weisen von O. Henry.[31] In der Erzählung geht es um ein junges Ehepaar mit wenig Geld, das sich gegenseitig mit einem Weihnachtsgeschenk überraschen will. Sie beschließen beide, unabhängig voneinander, dem anderen das zu opfern, was ihnen selbst das Liebste ist, nur dass sie am Ende das Geschenk des jeweils anderen nicht mehr gebrauchen können. Am Anfang dieser Episode weigert sich Ed mit seiner Frau Peggy die Stadt zu verlassen, da er in Luverne bleiben will. Er ändert jedoch seine Meinung, nachdem ihn Virgil und Charlie umbringen wollten, und will am Ende der Episode mit Peggy die Stadt schnellstmöglich verlassen. Allerdings ist gerade die Polizei vor ihrem Haus eingetroffen und die Flucht ist unmöglich. Zuvor holt Peggy ihr Auto aus der Werkstatt ab und will die Stadt – ohne Ed – verlassen, aber sie ändert ihre Meinung und verkauft das Auto, damit Ed die Metzgerei kaufen kann. Am Ende sind die Geschenke und die Aufopferungen für den jeweils anderen nutzlos.
- Folge 6 – Rhinoceros bezieht sich auf das Theaterstück Die Nashörner von Eugène Ionesco. Inhaltlich beschreibt Ionesco in einer fiktiven Gesellschaft eine fortschreitende Verwandlung der Personen in Nashörner, wobei dieser Prozess jedoch nur von einigen wenigen wahrgenommen wird, und die letztlich – bis auf den Protagonisten – alle erfasst. Es geht um Themen wie Konformität, Kultur, Massenbewegungen und Mob-Mentalität. In dieser Episode scheint Nick Offerman die Rolle des Protagonisten Behringer zu übernehmen, der von seiner Arbeit gelangweilt, von der Gesellschaft entfremdet und dem Alkohol zugeneigt ist, aber wohl der einzige rationale Mensch zu sein scheint, der in der gesamten Situation einen kühlen Kopf behält. Die Gerhardts und das Kansas-City-Syndikat verkörpern die Rolle der Nashörner, die als randalierende Herdentiere dargestellt werden.[32]
- Folge 7 – Did You Do This? No, You Did It! bezieht sich auf eine wahre Begebenheit: 1944 ereignete sich im Pariser Atelier Pablo Picassos in der Rue des Grands Augustins der folgende Dialog zwischen dem Künstler und einem deutschen Soldaten. Der Soldat erblickte eine verkleinerte Reproduktion der Guernica und fragte: „Haben Sie das gemacht?“, worauf Picasso mit „Nein, Sie!“ antwortete.[33][34]
- Folge 8 – Loplop bezieht sich auf die gleichnamige Figur von Max Ernsts Alter Ego, ein mythischer Vogel.[35]
- Folge 9 – The Castle bezieht sich auf den unvollendeten Roman Das Schloss von Franz Kafka.[36]
- Folge 10 – Palindrome ist das englische Wort für Palindrom und verweist auf ein Wort, eine Wortreihe oder einen Satz, die sowohl vorwärts als auch rückwärts gelesen dieselbe oder zumindest eine sinnvolle Bedeutung haben. Auf die Serie bezogen sind die Charaktere am Ende der Staffel dort angekommen, wo sie am Anfang der Staffel angefangen haben, oder landen an einem Ort, der ihre Situation vom Beginn der Staffel an widerspiegelt.[37] So endet die letzte Episode mit Mr. and Mrs. Solverson, die, ebenso wie in der ersten Folge der Staffel, gemeinsam im Bett liegen und Lou zu seiner Frau sagt: „Gute Nacht, Mrs. Solverson. Und alle Schiffe auf dem Meer.“. Ed Blumquist wiederum, der zu Beginn der Staffel Ryes Leiche in seiner Gefriertruhe versteckte, stirbt am Ende im Fleischkühlraum eines Supermarktes. Mike Milligan kam aus Kansas City nach Fargo, im Glauben, dass er nach erfolgreicher Arbeit die Leitstelle in Fargo übernehmen darf und dadurch innerhalb des Syndikats aufsteigt. Am Ende landet er jedoch wieder in Kansas City und nimmt weiterhin nur Befehle entgegen.

### Staffel 3
- Folge 1 – The Law of Vacant Places bezieht sich auf das Prinzip der sogenannten „freien Plätze“, das beim Bridge angewendet werden kann. Es benennt eine simple Methode, mit deren Hilfe man leichter einschätzen kann, in welcher der vier Hände sich eine bestimmte Karte jeweils befindet.[38][39]
- Folge 2 – The Principle of Restricted Choice bezieht sich auf das Prinzip der so genannten „beschränkten Möglichkeiten“, das ebenfalls beim Bridgespielen zum Tragen kommt. Es besagt, dass das Spielen einer bestimmten Karte die Wahrscheinlichkeit, dass der Spieler eine ähnlich starke hält, verringert.[39][40]
- Folge 3 – The Law of Non-Contradiction bezieht sich auf den Satz vom Widerspruch. Dieser sagt aus, dass zwei sich gegenseitig widersprechende Aussagen nicht beide gleichzeitig zutreffend sein können.[39][41]
- Folge 4 – The Narrow Escape Problem bezieht sich auf ein Problem aus der Biologie, Biophysik und Zellbiologie, das die Zeit beschreibt, die ein Teilchen benötigt, um aus einer zu engen Öffnung austreten zu können.[39][42]
- Folge 5 – The House of Special Purpose bezieht sich auf das sogenannte Ipatjew-Haus (russisch Дом Ипатьева) im russischen Jekaterinburg, in dem Zar Nikolaus II. und dessen Familie im Jahr 1918 gefangengehalten und ermordet wurde.[39]
- Folge 7 – The Law of Inevitability bezieht sich auf das Erste Gesetz der Unausweichlichkeit. Es besagt, dass auf jede Handlung auch eine Konsequenz folgen muss, beispielsweise wird eine in die Luft geworfene Münze unausweichlich auf einer der beiden Seiten (Kopf oder Zahl) landen.[39]
- Folge 9 – Aporia bezieht sich auf den aus dem Altgriechischen stammenden Begriff der Aporie, die in der Philosophie ein schier unlösbares Puzzle und in der Rhetorik den Zustand menschlicher Unentschlossenheit oder Zweifelhaftigkeit beschreibt.[39]
- Folge 10 – Somebody to Love bezieht sich auf den Songtitel Somebody to Love, der zum Beispiel von den Gruppen Jefferson Airplane und Queen vergeben wurde. Die Texte beider Lieder handeln jeweils vom menschlichen Zweifeln und ihrer Desillusioniertheit.[39]

## Produktion und Ausstrahlung
Im Jahr 2012 gab FX bekannt, zusammen mit den Coen-Brüdern an einer Serienadaption ihres oscarpreisgekrönten Films Fargo aus dem Jahre 1996 zu arbeiten. Im März 2013 bestellte der Sender zehn Folgen der Serie als eine Art Miniserie. Im August 2013 wurde Billy Bob Thornton für eine Hauptrolle in der Serie verpflichtet, einen Monat später Martin Freeman sowie Anfang Oktober Colin Hanks. Der Serienschöpfer Noah Hawley war als alleiniger Autor der ersten Staffel verantwortlich, während Adam Bernstein, Randall Einhorn, Colin Bucksey, Scott Winant und Matt Shakman Regie führten. Die erste Staffel soll durch Filme wie A Serious Man, Fargo und No Country for Old Men inspiriert worden sein. Die Produktion der ersten Staffel begann im Herbst 2013 in Calgary in der kanadischen Provinz Alberta. Die erste Staffel wurde zwischen dem 15. April und dem 17. Juni 2014 auf FX ausgestrahlt. Die Deutschland-Premiere der ersten Staffel fand am 16. September 2014 mit dem Start der VoD-Plattform Netflix in Deutschland statt. Im frei empfangbaren Fernsehen läuft die Serie in der Schweiz (SRF 2) und in Österreich (ORF 1) seit September 2016 und ab 3. November in Deutschland (ZDF neo).
Im Juli 2014 verlängerte FX die Serie um eine zehnteilige zweite Staffel. Noah Hawley gab bekannt, dass diese Staffel im Jahr 1979 in Sioux Falls spielen werde und von dem 33-jährigen Lou Solverson handeln werde. Für die Hauptrollen der zweiten Staffel konnte man namhafte Schauspieler verpflichten: Patrick Wilson, Kirsten Dunst, Jesse Plemons, Ted Danson und Jean Smart. Kirsten Dunst wurde auf Anraten ihrer Agentur auf die zweite Staffel aufmerksam. Daraufhin schaute sie sich die erste Staffel an und war vom Stil und Drehbuch der Serie beeindruckt. Als sie die Drehbücher der ersten beiden Episoden der zweiten Staffel las, war sie so begeistert, dass sie den Serienschöpfer Noah Hawley bat, ihr die Rolle der Peggy Blumquist zu geben, die sie denn auch schließlich bekam. Noah Hawley wollte unbedingt Jesse Plemons für die Rolle des Ed Blumquist verpflichten, weil er von Plemons Schauspiel in Friday Night Lights und Breaking Bad beeindruckt war. Mitwirkende Schauspieler, die nicht aus dem nördlichen mittleren Westen stammen, mussten mithilfe eines Dialekttrainers den ortstypischen Dialekt erlernen. Laut Noah Hawley soll die zweite Staffel durch Filme wie Fargo, Miller’s Crossing und The Man Who Wasn’t There beeinflusst sein. Die zweite Staffel wurde vom 19. Januar bis zum 20. Mai 2015 gedreht. Ihre deutsche Erstausstrahlung war am 14. Oktober 2015 ebenfalls auf Netflix.
Im Mai 2016 wurde der vor allem aus Kinofilmen bekannte Schauspieler Ewan McGregor für eine Doppelrolle in der dritten Staffel verpflichtet. Im Juli wurde Carrie Coon verpflichtet, die eine frisch geschiedene Mutter und die Polizeichefin von Eden Valley spielt. Die dritte Staffel wird seit dem 19. April 2017 in den USA und seit dem 20. April 2017 auch im deutschsprachigen Raum auf Netflix ausgestrahlt.
Im September 2020 begann die Ausstrahlung der vierten Staffel im Original wie gewohnt bei FX, jedoch nicht wie zuvor einen Tag später in deutscher Sprache auf Netflix. Stattdessen erfolgte die deutschsprachige Premiere beim Streaming-Portal Joyn plus+ ab 10. Dezember 2020.
Im November 2023 begann die Ausstrahlung der fünften Staffel bei FX. Die deutschsprachige Premiere wurde am 22. November 2023 auf Magenta TV ausgestrahlt.

## Trivia
- Die Figur des Mr. Wrench ist die einzige, die in jeder der drei ersten Staffeln auftritt.
- Im Jahr 2003 bestanden bereits Pläne für eine Serienadaption des Films. Der einstündige Pilotfilm mit Edie Falco in der Rolle, der aus selbigem bekannten Polizistin Marge Gunderson überzeugte, trotzdem wurde die geplante Serie nie gedreht.
- Die Figur des Deputy Knudsen vom Bemidji Police Department ist ein Verweis auf die Figur Bunny aus dem Film The Big Lebowski, der ebenfalls aus der Feder der Coen-Brüder stammt. Die Ehefrau des Millionärs Jeffrey Lebowski hieß vor ihrer Heirat Knudsen und stammt aus Minnesota.
- Die Figur des Lester Nygaard trägt eine Deerstalker-Mütze, mit der oft auch die Romanfigur Sherlock Holmes abgebildet wird. Martin Freeman spielt sowohl Lester als auch Dr. Watson in der britischen Serie Sherlock.
- An jeder Staffel wirkt jeweils mindestens ein Schauspieler mit, der auch in einem Film der Coens dabei war.[55]

## Rezeption

### Kritik
Die erste Staffel der Serie erhielt bei Metacritic ein Metascore von 85/100 basierend auf 40 Rezensionen, auf Rotten Tomatoes 94 von 100 Punkten, basierend auf 84 ausgewerteten Kritiken. Zusammenfassend heißt es dort, die Serie sei „meisterhaft gemacht, voll schwarzen Humors und skurriler Wendungen.“
Gian-Philip Andreas von wunschliste.de schrieb in seiner Kritik: „Fargo [erzählt] eine gänzlich neue Story, die sich in Stil und Atmosphäre allerdings überraschend kongenial am Original orientiert. […] Sowohl als schwarze Typenkomödie wie auch als blutiger Thriller funktioniert Fargo hervorragend.“
Die zweite Staffel erhielt durchweg positive Kritiken und erreichte bei Rotten Tomatoes, basierend auf 58 Kritiken, eine Bewertung von 100 %, und formuliert als Synopse: „Die zweite Staffel von Fargo bewahrt alle Elemente, die die Serie zu einem preisgekrönten Hit macht. Eine weitere herausragende Saga, umgesetzt durch faszinierende Charaktere, frechen Zynismus und einen Hauch des Absurden“. Bei Metacritic erzielte die zweite Staffel ein Metascore 96/100, basierend auf 33 Rezensionen.
Die dritte Staffel erhielt bei Metacritic einen Score von 89/100, basierend auf 32 Kritiken und auf Rotten Tomatoes 93 % bzw. 8,55/10, basierend auf 49 Reviews. Metacritic lässt der dritten Staffel „allgemeine Anerkennung“ zuteilwerden, wohingegen der kritische Konsens von Rotten Tomatoes davon spricht, dass „[…] dank der anteilig herausragenden Doppelleistung Ewan McGregors auch die dritte Staffel den schlauen Witz und die aus dem Lot geratene Sensibilität der Charaktere vermitteln konnte.“

### Auszeichnungen und Nominierungen (Auswahl)
American Film Institute Awards
- 2015: Auszeichnung in der Kategorie Beste Serie des Jahres für die zweite Staffel

Critics’ Choice Television Award
- 2014: Auszeichnung in der Kategorie Beste Miniserie
- 2014: Auszeichnung in der Kategorie Bester Hauptdarsteller in einem Fernsehfilm oder einer Miniserie für Billy Bob Thornton
- 2014: Auszeichnung in der Kategorie Beste Nebendarstellerin in einem Fernsehfilm oder einer Miniserie für Allison Tolman
- 2014: Nominierung in der Kategorie Bester Hauptdarsteller in einem Fernsehfilm oder einer Miniserie für Martin Freeman
- 2014: Nominierung in der Kategorie Bester Nebendarsteller in einem Fernsehfilm oder einer Miniserie für Colin Hanks
- Jan. 2016: Auszeichnung in der Kategorie Bester Fernsehfilm oder beste Miniserie für die zweite Staffel
- Jan. 2016: Auszeichnung in der Kategorie Beste Hauptdarstellerin in einem Fernsehfilm oder einer Miniserie für Kirsten Dunst
- Jan. 2016: Auszeichnung in der Kategorie Bester Nebendarsteller in einem Fernsehfilm oder einer Miniserie für Jesse Plemons
- Jan. 2016: Auszeichnung in der Kategorie Beste Nebendarstellerin in einem Fernsehfilm oder einer Miniserie für Jean Smart
- Jan. 2016: Nominierung in der Kategorie Bester Hauptdarsteller in einem Fernsehfilm oder einer Miniserie für Patrick Wilson
- Jan. 2016: Nominierung in der Kategorie Bester Nebendarsteller in einem Fernsehfilm oder einer Miniserie für Nick Offerman
- Jan. 2016: Nominierung in der Kategorie Bester Nebendarsteller in einem Fernsehfilm oder einer Miniserie für Bokeem Woodbine
- Jan. 2016: Nominierung in der Kategorie Beste Nebendarstellerin in einem Fernsehfilm oder einer Miniserie für Cristin Milioti

Emmy
- 2014: Auszeichnung in der Kategorie Beste Miniserie
- 2014: Auszeichnung in der Kategorie Beste Regie bei einer Miniserie oder einem Fernsehfilm für Colin Bucksey (Episode Buridan’s Ass)
- 2014: Nominierung in der Kategorie Beste Regie bei einer Miniserie oder einem Fernsehfilm für Adam Bernstein (Episode The Crocodile’s Dilemma)
- 2014: Nominierung in der Kategorie Bestes Drehbuch bei einer Miniserie oder einem Fernsehfilm für Noah Hawley (Episode The Crocodile’s Dilemma)
- 2014: Nominierung in der Kategorie Bester Hauptdarsteller in einer Miniserie oder einem Fernsehfilm für Billy Bob Thornton
- 2014: Nominierung in der Kategorie Bester Hauptdarsteller in einer Miniserie oder einem Fernsehfilm für Martin Freeman
- 2014: Nominierung in der Kategorie Bester Nebendarsteller in einer Miniserie oder einem Fernsehfilm für Colin Hanks
- 2014: Nominierung in der Kategorie Beste Nebendarstellerin in einer Miniserie oder einem Fernsehfilm für Allison Tolman

Golden Globe Award
- 2015: Auszeichnung in der Kategorie Beste Mini-Serie oder TV-Film
- 2015: Auszeichnung in der Kategorie Bester Hauptdarsteller – Mini-Serie oder TV-Film für Billy Bob Thornton
- 2015: Nominierung in der Kategorie Beste Hauptdarstellerin – Mini-Serie oder TV-Film für Allison Tolman
- 2015: Nominierung in der Kategorie Bester Hauptdarsteller – Mini-Serie oder TV-Film für Martin Freeman
- 2015: Nominierung in der Kategorie Bester Nebendarsteller – Serie, Mini-Serie oder TV-Film für Colin Hanks
- 2016: Nominierung in der Kategorie Beste Miniserie oder Fernsehfilm für die zweite Staffel
- 2016: Nominierung in der Kategorie Bester Hauptdarsteller – Miniserie oder Fernsehfilm für Patrick Wilson
- 2016: Nominierung in der Kategorie Beste Hauptdarstellerin – Miniserie oder Fernsehfilm für Kirsten Dunst
- 2018: Auszeichnung in der Kategorie Bester Hauptdarsteller – Miniserie oder Fernsehfilm für Ewan McGregor
- 2018: Nominierung in der Kategorie Beste Miniserie oder Fernsehfilm für die dritte Staffel
- 2018: Nominierung in der Kategorie Bester Nebendarsteller – Serie, Mini-Serie oder TV-Film für David Thewlis

Satellite Awards
- 2015: Nominierung in der Kategorie Beste Fernsehserie (Drama) für die zweite Staffel
- 2015: Nominierung in der Kategorie Beste Darstellerin in einer Serie (Drama) für Kirsten Dunst

TCA Award
- 2014: Nominierung in der Kategorie Beste neue Sendung
- 2014: Nominierung in der Kategorie Herausragende Leistung in einem Film, Miniserie und Specials
- 2016: Nominierung in der Kategorie Bestes TV-Programm des Jahres
- 2016: Nominierung in der Kategorie Herausragende Leistung in einem Film, Miniserie und Specials
- 2017: Nominierung in der Kategorie Herausragende Leistung in einem Film, Miniserie und Specials
- 2017: Nominierung in der Kategorie Individuelle Leistung Drama für Carrie Coon

Writers Guild of America Award
- 2016: Nominierung in der Kategorie Long Form Adapted für Steve Blackman, Bob DeLaurentis, Noah Hawley, Ben Nedivi und Matt Wolpert

## DVD- und Blu-ray-Veröffentlichung
Vereinigte Staaten
- Staffel 1 erschien am 14. Oktober 2014
- Staffel 2 erschien am 23. Februar 2016
- Staffel 3 (nur DVD) erschien am 5. Dezember 2017

Deutschland
- Staffel 1 erschien am 7. Mai 2015
- Staffel 2 erschien am 12. Mai 2016
- Staffel 3 (nur DVD) erschien am 15. März 2018

## Sekundärliteratur
Jürgen Heizmann: „FARGO – Fast wahre Geschichten aus dem finsteren Herzen Amerikas.“ In: Im Blick des Philologen. Literaturwissenschaftler lesen Fernsehserien. Hg. von Hans Richard Brittnacher u. Elisabeth Paefgen. München 2020. ISBN 978-3-96707-092-7, S. 87–101.